# Ulice w Zielonej Górze
W Zielonej Górze jest 1120 ulic (stan na rok 2024), w tym dróg publicznych i wewnętrznych, które łącznie wynoszą 700 km. Najdłuższa jest ul. Trasa Północna (8,8 km), powstała w 1995 jako część obwodnicy miasta. W 2023 została oddana do użytku obwodnica południowa, licząca 12,6 km. Najkrótszą jest znajdująca się w centrum ul. Krawiecka. W ciągu miejskich ulic jest 35 rond. Pierwsze, obecnie PCK, powstało w 1976 r. w miejscu skrzyżowania al. Wojska Polskiego, ul. Zjednoczenia i ul. Dąbrówki. Przez miasto przechodzą 3 dróg krajowe: S3, nr 27 (z Przewozu), nr 32 (z Sękowic) oraz 6 dróg wojewódzkich: nr 279 (do Wysokiego) nr 280 (do Brodów), nr 281 (do Pomorska), nr 282 (z Wilkanowa), nr 283 (do Rejowa) i nr 298 (w ciągu Trasy Północnej).
W związku z połączeniem się z dniem 1 stycznia 2015 roku Gminy Zielona Góra z Miastem Zielona Góra, wszystkie ulice we wsiach Gminy stały się automatycznie ulicami Miasta Zielona Góra. Uchwałą nr XI.56.2015 z dnia 12 marca 2015 roku zmieniono ich dotychczasowe nazwy. I tak dawna ulica „Dolna” we wsi Łężyca to w dzisiaj w mieście ulica „Łężyca-Dolna”.

## Ulice Zielonej Góry na starych mapach

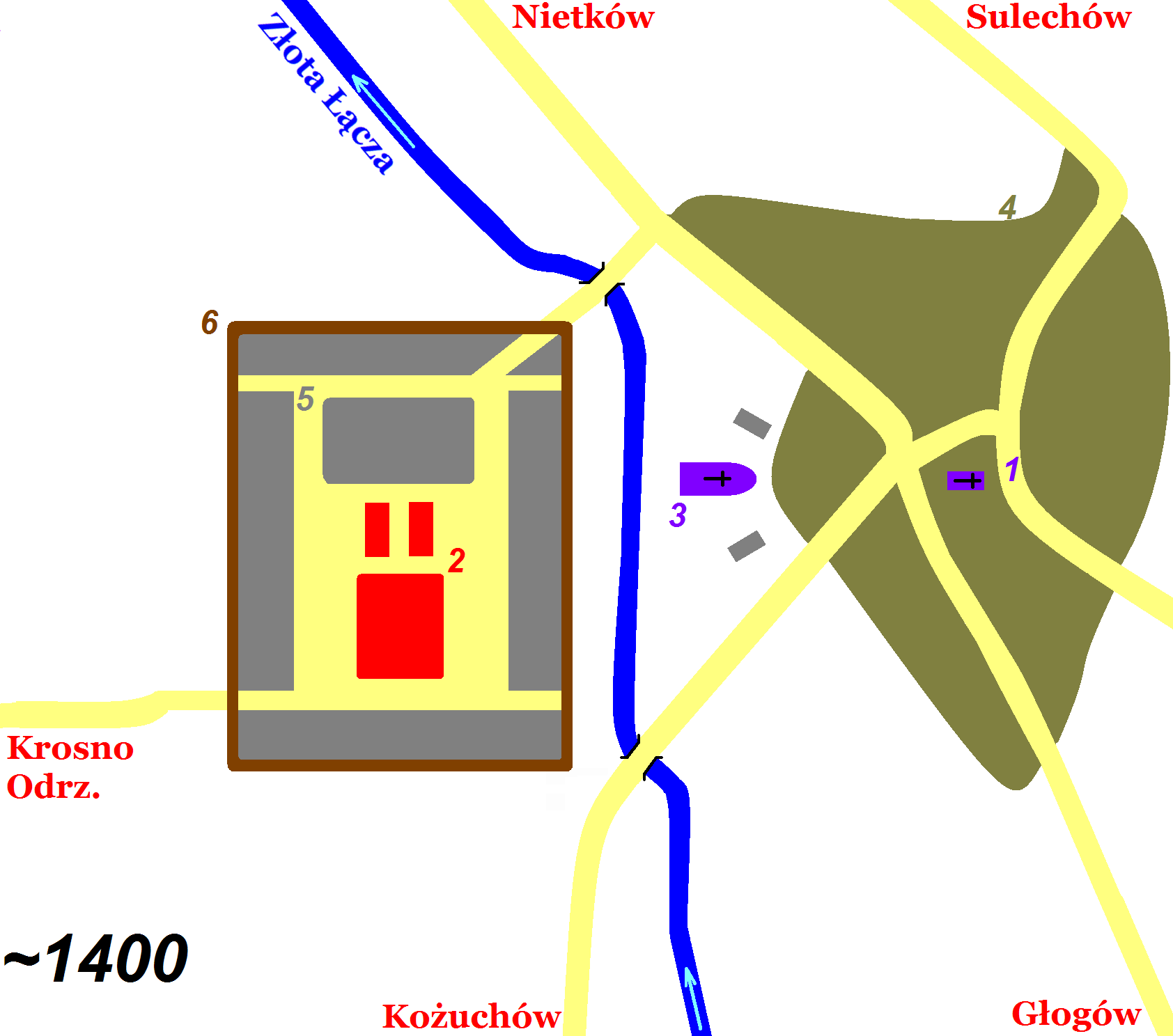
plan miasta – 1400 rok 1. kościół św. Jana Chrzciciela 2. ratusz i jatki 3. kościół św. Jadwigi Śląskiej 4. polska wieś pod Winną Górą 5. zabudowania miasta 6. wał ziemny (1400), mury miejskie (1487) 7. Brama Górna 8. Brama Dolna 9. Brama Nowa

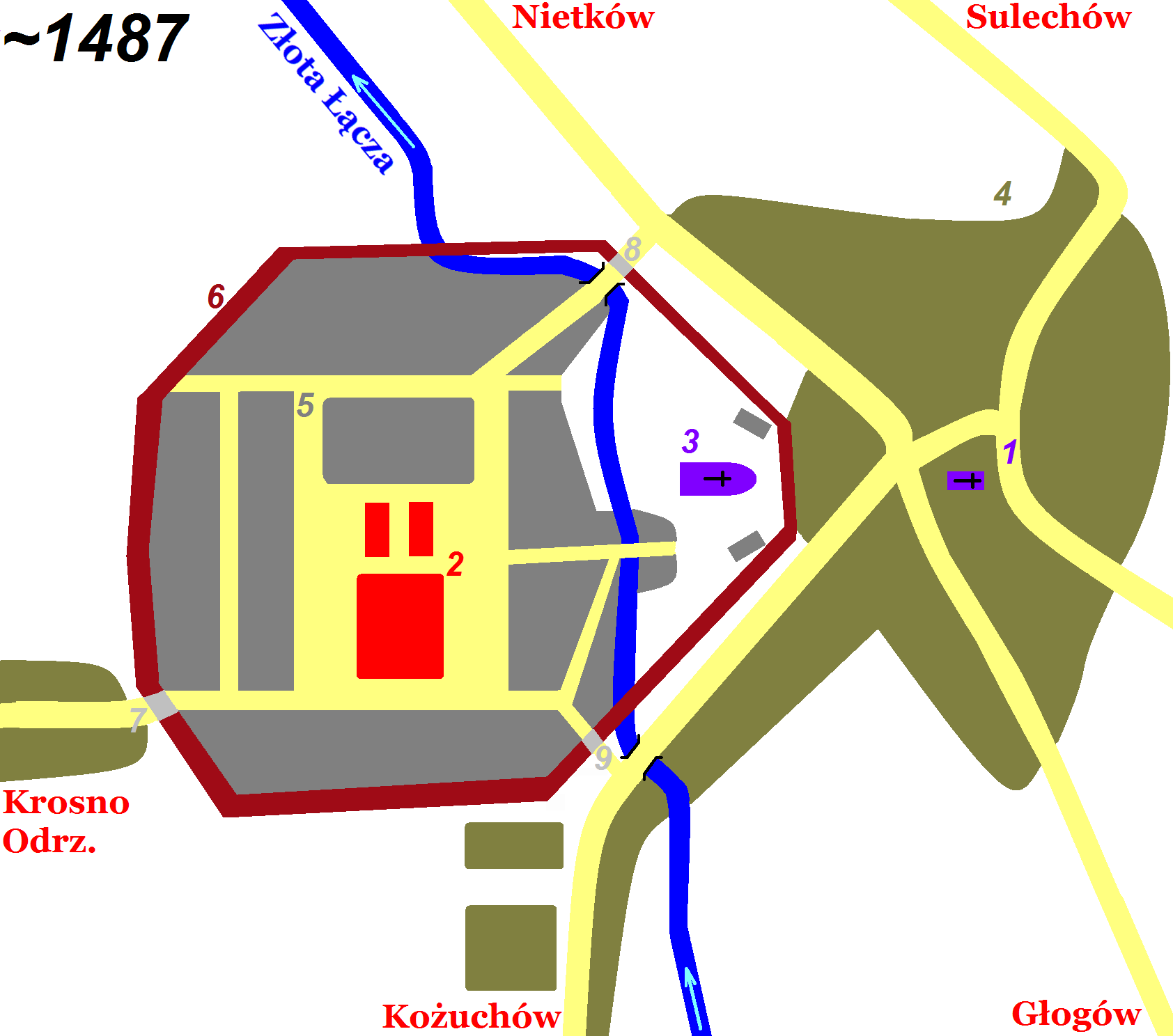
plan miasta – 1487 rok

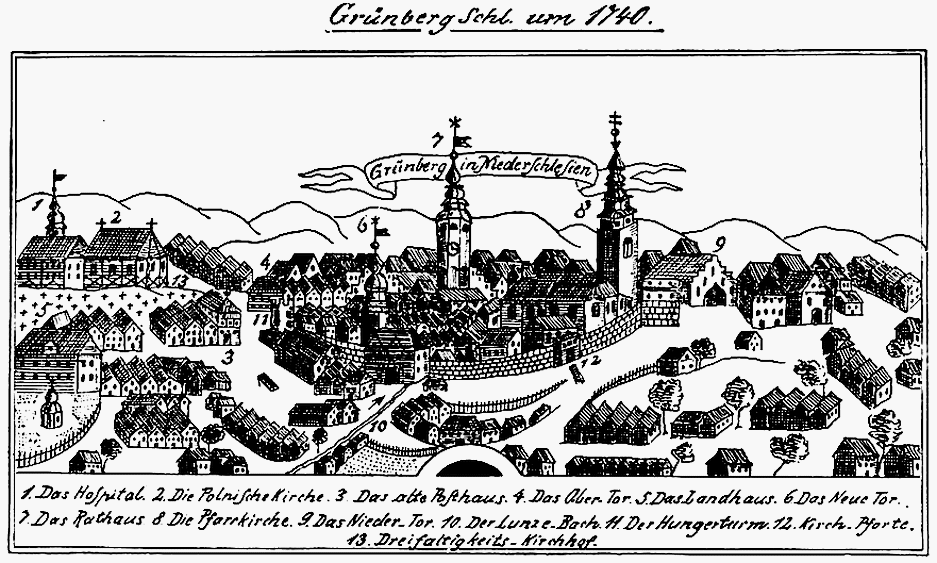
widok miasta z 1740 roku

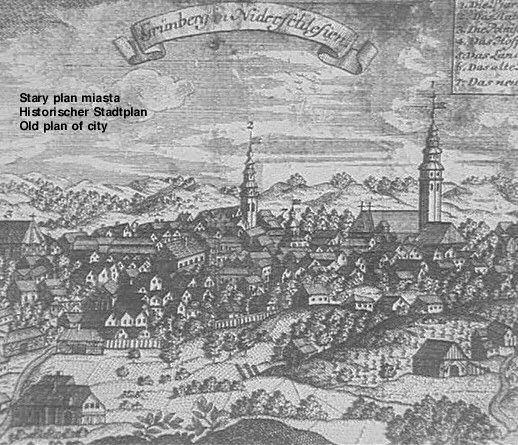
panorama miasta z pierwszej połowy XVIII wieku

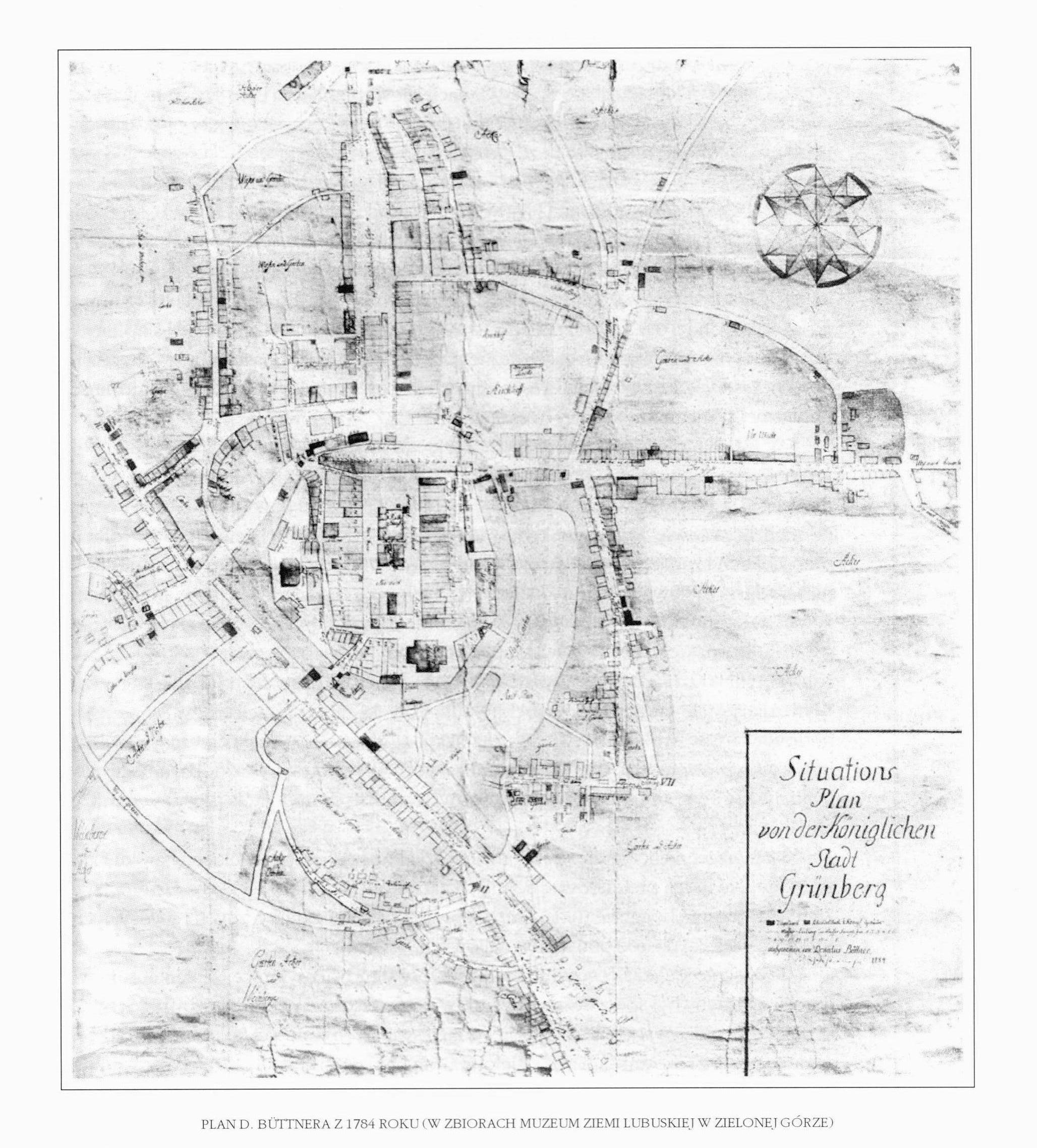
najstarszy zachowany plan Zielonej Góry z 1784 roku – Donatusa Büttnera – orientacja południowa (oryginalna)

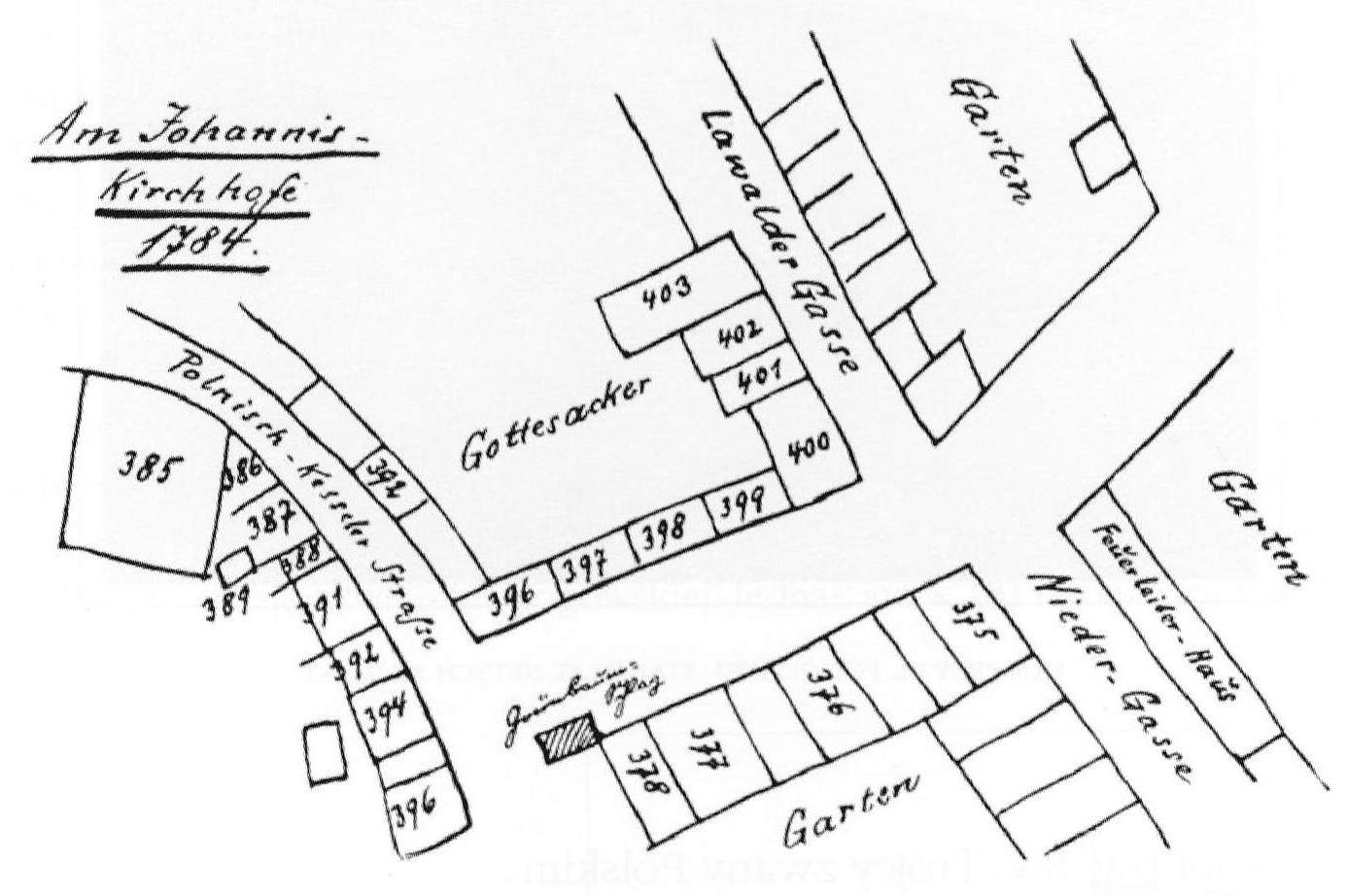
ulica Kupiecka i Plac Jana Matejki – 1784 rok

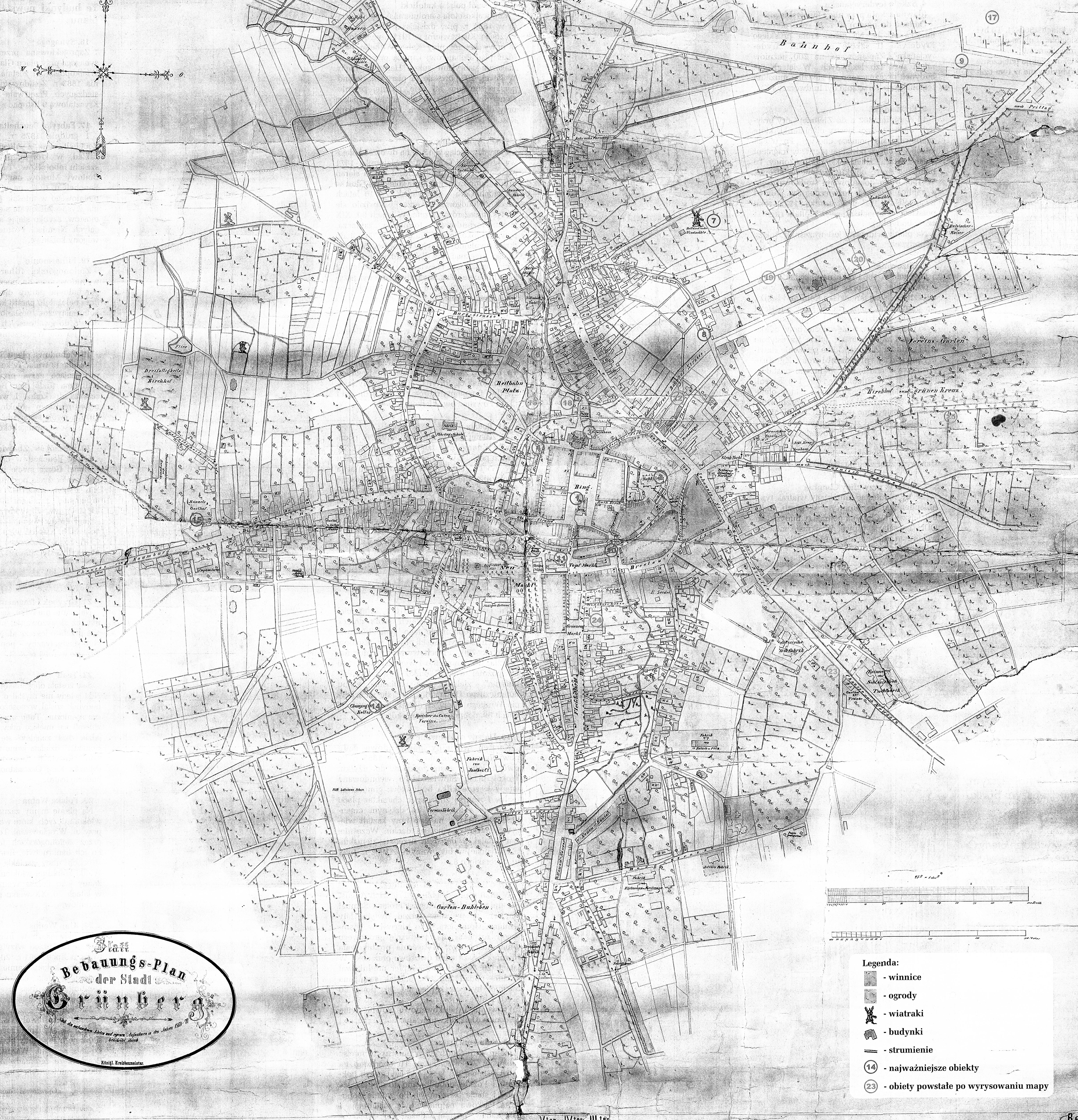
Plan Zielonej Góry z 1871 roku

Układ dróg w okolicach Zielonej Góry po raz pierwszy odwzorowany został na wykonanej w 1721 roku w skali 1:200 000 przez porucznika inżynierii Johanna Wolfganga Wielanda (1673-1739) i porucznika Matthäusa von Schubartha mapie księstwa głogowskiego Principatus Silesiae Glogoviensis. Z Zielonej Góry wychodzą cztery drogi królewskie (Viae Regiae): jedna w kierunku Krosna Odrzańskiego przez Łagów (Logau), druga do Sulechowa (Züllichau) przez Chynów (Kühnau), Zawadę (Sawada) i Cigacice (Tßchichersig), trzecia na wschód do Zaboru (Saabor), czwarta do Głogowa i Wrocławia przez Raculę (Lawaldau), Niedoradz (Nietritz) i Otyń (Warttenberg). Na Odrze pomiędzy Głogowem i Krosnem zaznaczono 12 przepraw rzecznych (Trajectus): pomiędzy Wróblinem Głogowskim (Wröbeln), a nieistniejącą obecnie wsią Bogomice (Biegnitz) pod Głogowem, pomiędzy Skidniowem (Schkeyden), a Czerną (Kl. Tschirnau), w Bytomiu Odrzańskim (Beuthen) – obecnie funkcjonuje tutaj przeprawa łodzią, na wysokości wsi Stara Wieś przy Nowej Soli (Neu ßaltz), przy wsi Stany (Außhalt), na wysokości przysiółka Fery (Fehr) przy wsi Pyrnik, pomiędzy Milskiem (Miltzig), a Bojadłami (Boyadel), na wysokości przysiółka Kliniczki na południe od Klenicy (Kleniz), kolejny łączący Tarnawę (Nied. Hammer) z Swarzynicami, nieco dalej na wysokości Łazu (Loos), kolejny w ciągu drogi łączącej Zieloną Górę z Sulechowem w Cigacicach (Tschichersig) oraz pomiędzy Nietkowem (Polnisch Netkau) i Nietkowicami (Teutsch Netkau). Aktualnie na tym odcinku Odry pracują trzy przeprawy promowe w Milsku (Miltzig), Pomorsku (Pommerzig) i Brodach Blumberg).
Kolejną mapą jest wydana w 1752 roku w Norymberdze mapie księstwa głogowskiego autorstwa niemieckiego matematyka, astronoma i kartografa Johanna Matthiasa Hassa (1684-1742). Hasse sporządził ją na podstawie map Johanna Wolfganga Wielanda i Matthäusa von Schubartha. Wchodziła ona w skład pierwszego nowożytnego atlasu śląska – Atlas Silesiae. Skala mapy 1 : 580 000. Przez Zieloną Górę przechodzi tylko jedna droga – z północy na południe, po której śladzie (z niewielkimi zmianami) przebiega obecnie droga krajowa nr 3. Na jej trasie pomiędzy Świebodzinem (Schwiebusin), a Nowym Miasteczkiem zaznaczono Rudgerzowice (Riegersdorf), Rosin (Riesen), Kalsk (Kaltzig), Sulechów (Züllichau), Cigacice (Tschichersig), Zawadę (Sawade), Raculę (Lawaldau), Niedoradz (Niedriz), Otyń (Wartenberg), Modrzycę (Modrriz), Nową Sól (Neusalz) i Gołaszyn (Lindau). Na Odrze pomiędzy Głogowem i Krosnem Odrzańskim zaznaczono 10 przepraw: pomiędzy Wróblinem Głogowskim, a nieistniejącą obecnie wsią Biechów (Beichau) w okolicy również nieistniejącej obecnie wsi Bogomice pod Głogowem, pomiędzy Brzegiem Głogowskim (Brieg), a Czerną (Kl. Tschirnau), przy wsi Stara Wieś przy Nowej Soli (Neusalz), na wysokości przysiółka Fery przy wsi Pyrnik (Burnik), łącząca Milsko (Miltzig) i Bojadła (Boyadel), na wysokości przysiółka Kliniczki na południe od Klenicy (Kleniz), w okolicach Zaboru, kolejna łącząca Wielobłota z Lednem, w ciągu drogi łączącej Zieloną Górę z Sulechowem w Cigacicach (Tschichersig) oraz pomiędzy Nietkowem (Polnsch Netkau) i Nietkowicami (Teutsch Netkau).
Na 1773 rok datowana jest mapa Franza Ludwiga Güssefelda „Carte de l`Electorat de Brandenburg presentée tres humblement a Son Alteste Rojale Monsgr. le Prince Frederic Guillaume, Prince de Prusse & Marggrave de Brandenbourg par François Louis Gussefeld”. Rytownikiem mapy był Sebastian Dorn. Mapa bardzo skromna pod względem gęstości dróg. Z Zielonej Góry wychodzą jedynie dwie drogi: pierwsza przez Raculę (Lawaldau) w kierunku Wrocławia, druga przez Radomię (Seiffersholz) i Leśniów Wielki (Leslau) do Krosna Odrzańskiego (Crossen), a dalej rozwidlająca się w kierunku Gubina (Guben) i Frankfurtu (Franckfurth).
Z roku około 1780 pochodzi anglojęzyczna mapa nieznanego autora „A map of Pomerania and Brandenburg with the frontiers of Poland”. W okolicach Zielonej Góry autor naniósł Bobrowice (Bobersberg), Bojadła (Boiadel), Bytnicę (Beutnitz), Bytom Odrzański (Beuthen), Dobroszów (Dobrau), Kuźnicę Zbąską (Hammer), Jelenin (Hirschfelde), Klenicę (Klanitz), Lubsko (Somerfeld), Nowe Miasteczko (Neustädtl), Nowogród Bobrzański (Naumburg), Sulechów (Züllichau), Świebodzin (Schwiebusien) i Otyń (Wartenberg). Lokalizacja poszczególnych miejscowości jest bardzo niedokładna. Z Zielonej Góry wychodzą zaledwie dwie drogi: pierwsza w kierunku Krosna Odrzańskiego przez Frankfurt do Berlina, druga przez Otyń, Nowe Miasteczko i dalej do Wrocławia.
Najstarszy zachowany plan Zielonej Góry „Situations Plan von der Königlichen Stadt Grünberg” autorstwa Donatusa Büttnera pochodzi z 1784 roku. Zamieścił go na 300 stronie wydanej w 1922 roku monografii „Historia Zielonej Góry na Śląsku”. „Geschicte der Stadt Grünberg, Schlesien” Hugo Schmidt.
Z 1809 roku pochodzi wydany przez Verlag des Geographischen Instituts Weimar wojskowy atlas topograficzny „Topographisch–militärischer Atlas von dem souverainen Herzogthume Schlesien”. Atlas składa się z 26 sekcji o wymiarach 40,3 × 30,5 cm w skali 1:200 000. Sekcja 3 obejmuje obszar okolic Zielonej Góry. Sieć drogowa odwzorowana jest bardzo oszczędnie. Z Zielonej Góry wybiegają zaledwie trzy drogi. Pierwsza – Chaussee – w kierunku Krosna Odrzańskiego (Crossen) przez Leśniów Wielki (Gr. Lejsen), Łagów (Logau), Gronów (Grunow), Pław (Plaue) oraz Dąbie (Gersdorf). Druga – Poststraße – do Nowego Miasteczka (Neustädel) przez Raculę (Lawaldu), Niedoradz (Nittritz), Otyń (Wartenberg), Modrzycę (Modritz), Pleszówek (dzisiaj dzielnicę Nowej Soli – Cuser) oraz Nową Sól (Neusaltz). Trzecia droga także – Poststraße – prowadzi na przeprawę pomową Milsko (Milzig), Bojadła (Bojadle) przez Stary Kisielin (Polnisch Kassel), Łaz (Loos) oraz Zabór (Saabor).
Układ dróg w okolicach Zielonej Góry odwzorowano na wydanej w Berlinie w 1837 roku mapie Brandenburgii Die preußische Provinz Brandenburg. Z Zielonej Góry wychodzą dwie drogi pocztowe (Schnellpostroute): jedna w kierunku Krosna Odrzańskiego (Krossen) przez Pław (Plaue) i Leśniów Wielki (Gr. Lessen) i druga do Nowego Miasteczka przez Otyń (Wartenberg) i Nową Sól (Neusalz). Sieć dróg zagęszczono trzema wychodzącymi z miasta drogami krajowymi (Landstraßse) : pierwsza do Sulechowa (Zülichau) przez Cigacice (Tschichersig), druga do Kożuchowa (Freistadt) przez Jędrzychów (Günthersdf) i Studzieniec (Streitelsdf), i trzecia do Nowogrodu Bobrzańskiego (Naumburg). Inne miejscowości naniesione w okolicy to Pomorsko (Pommerzig), Mozów (Mosau), Zabór (Sabor), Mirocin Dolny (Nieder Herzogwalde), Urzuty (Langhermsdf), Wysoka (Weißig), Tarnawa Krośnieńska (Tornow).
Zarys sieci dróg wokół Zielonej Góry naniesiono na pochodzącej z 1848 roku mapy „Das Großherzogthum Posen. Bevölkerungs-Verhältnisse nach den Kreisen, nach Schuberts Staatskunde im Jahre 1846”. Mapę wykonano w skali 1:1200 000. W okolicy Zielonej Góry autor naniósł Babimost (Bomst), Bojadła (Bojadel), Bytom Odrzański (Beuthen), Cigacice (Tschicherzig), Czerwieńsk (Rotenburg), Kalsk (Kalzig), Kargowę (Unruhstadt), Kije (Kai), Kopanicę (Kopnitz), Mirocin Dolny (Nieder Herzegswalde), Mozów (Mosau), Nowe Miasteczko (Neustädd), Ołobok (Mühlbach), Otyń (Wartenberg), Siedlisko (Karolath), Sławę (Schlawe), Smolno Wielkie (Schmőllen), Sulechów (Züllichau), Sycowice (Leiterdorf), Trzebiechów (Trebschen), Zabór (Sabor). Z Zielonej Góry w kierunku Krosna Odrzańskiego i Nowego Miasteczka przez Otyń i Nową Sól zaznaczono “schnellpost route”. Trzy drogi krajowe “Landstraße” naniesiono w kierunku: Sulechowa przez Cigacice, Kożuchowa przez Mirocin Dolny oraz Nowogrodu Bobrzańskiego. W 1848 roku J. Hoffmann opracował kolejny, także barwny plan. Jego skala to 1:2500, a wymiary 55 × 45 cm.
W 1861 powstała pierwsza, wykonana na podstawie przeprowadzonych w latach 1858-1860 pomiarów geodety Guelsena, katastralna mapa miasta. Tworzyło ją 15 arkuszy 100 × 65 cm w skali 1:2500. Mapa obejmuje miasto w granicach administracyjnych z wyłączeniem centrum. Z 1871 roku pochodzi mapa „Bebauungs-Plan der Stadt Grünberg nach den vorhandenen Karten und eigenen Aufnahmen in den Jahren 1869-71 / bearbeitet durch Königl. Kreisbaumeister” opracowana na podstawie pomiarów z lat 1869-1871. Jej faksymile stanowiło dodatek do jednego z wydań Gazety Lubuskiej z 2004 roku. Wymiar mapy 57 × 55,5 cm, skala 1:4250.
W 1896 roku powstał „Przeglądowy plan do 15 arkuszy – plan zabudowy miasta Zielonej Góry” – jednobarwny, o wymiarach 58 × 52 cm, w skali 1:2500. Jego autorem jest Królewski Radca Budowlany Weinert – od 1867 roku Powiatowy Inspektor Budowlany w Zielonej Górze.
W wydanym około 1905 roku informatorze Grünberg und Umgebung in Wort und Bild zamieszczono plan miasta z naniesionymi w zachodniej części miast wiatrakami.
W 1913/1914 roku Pharus-Verlages G.m.b.h. wydał mapę „Grünberg in Schl.” w skali 1:5000 z naniesionymi nazwami ulic, siecią kolei i głównymi budynkami oznaczonymi numerami wyjaśnionymi w legendzie.
Na 182 stronie wydanej w 1928 roku monografii Die Stadt Grünberg i[n] Schlesien zamieszczono czarno-biały plan miasta z naniesionymi nazwami ulic, firm oraz warstwicami.
W 1934 roku ukazał się wydany przez Pharus Verlag G.m.b.h. w Berlinie barwny plan turystyczny Zielonej Góry Pharus-Plan Grünberg i(n) Schl(esien) w skali 1:9000. Na mapie umieszczono skorowidz ulic.
Na 14 stronie przewodnika Grünberg i. Schlesien: die Obst- und Wein-Stadt des Ostens z 1935 roku umieszczono kolejny plan Zielonej Góry z zaznaczonymi ważniejszymi budynkami i firmami. Autor opracowania to Gerhard Henschel, a wydawca „Berlin: F.E. Hübsch”.
Paul Kepler w 1939 roku wydał czarno-biały plan miasta Grünberg in Schlesien. Obst-und Rebenstadt des deutschen Ostens z naniesionymi nazwami ulic, siecią kolei oraz głównymi budynkami-instytucjami. Mapa ma wymiary 18,5 × 20 cm.

## Alfabetyczna lista ulic i placów Zielonej Góry
A B C D E F G H I J K L Ł M N O P R S Ś T U V W X Y Z Ź Ż

### A

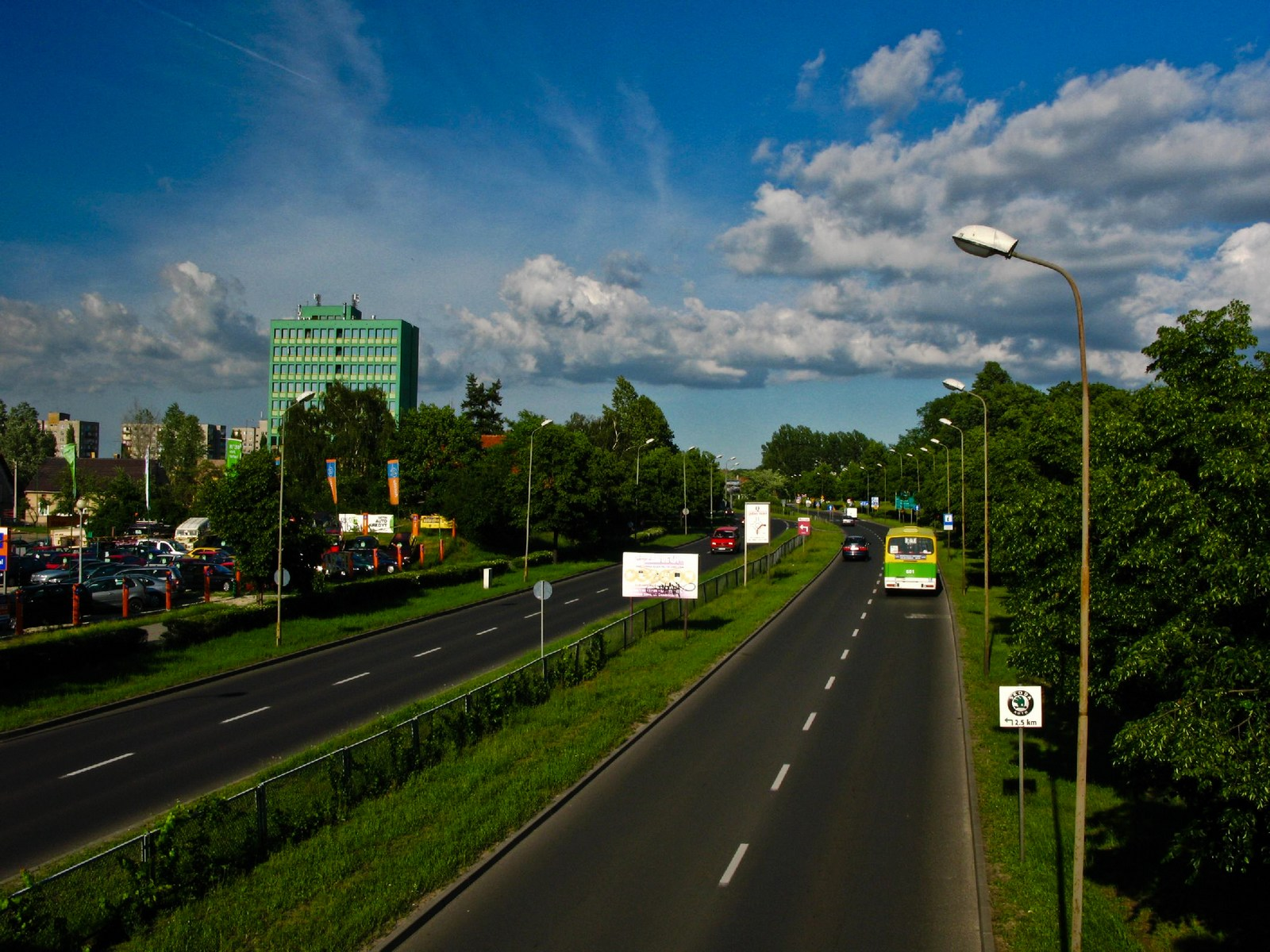
Aleja Wojska Polskiego

- Afrodyty (data nadania nazwy 28 maja 2002)[15].
- Agatowa (1 lipca 1996)
- Agrestowa (27 czerwca 1996)
- Akacjowa (1945) – nazwa poprzednia – Akazienstraße
- Akademicka (13 stycznia 1969)
- Akrobatów (30 sierpnia 2022)
- Aleja Juliusza Słowackiego, (1945) – Lőbtenz
- Aleja Konstytucji 3 Maja (7 września 1981) – nowo wybudowana ulica, część tzw. małej obwodnicy. Przebiega przez teren starej ulicy Srebrna Góra (Silberberg)
- Aleja Niepodległości (27 października 1956) – Grosse Bahnhofstraße, Bahnhofstraße, Niepodległości, Marszałka J. Stalina (w 1946 r. Generalissimusa J. Stalina). Ulica na odcinku od ulicy Kupieckiej do Placu Bohaterów jest deptakiem.
- Aleja Wojska Polskiego (13 stycznia 1969)
- Aliny (13 stycznia 1969)
- Amarantowa (25 czerwca 2002)
- Amelii (25 stycznia 2005)
- Ametystowa (1 lipca 1996)
- Ananasowa (11 marca 1997)
- An der Stadtmauer – około 200-metrowy zaułek, obecnie bez nazwy. Leżący na południe od Rynku łączący ul. Sobieskiego z Placem Pocztowym przy Wieży Łaziebnej. Przecina ulicę Pod Filarami na wysokości Księgarni Technicznej. Ciągnął się wzdłuż wewnętrznej strony murów obronnych
- Apolla (28 maja 2002)
- Apothekengasse – bezimienny dzisiaj zaułek łączący Rynek z ulicą Lisowskiego
- Arctowskiego, Henryka (25 czerwca 2002)
- Aresa (28 maja 2002)
- Armii Krajowej (1 lutego 1991) – Pawła Findera (19 marca 1973)
- Artemidy (28 maja 2002)
- Ateny (28 maja 2002)
- Augustowska (11 października 2003)
- Azaliowa (26 lutego 2002)

### B
- Balladyny (21 czerwca 1966)
- Bałtycka (2 maja 2008)
- Bananowa (8 kwietnia 2006)

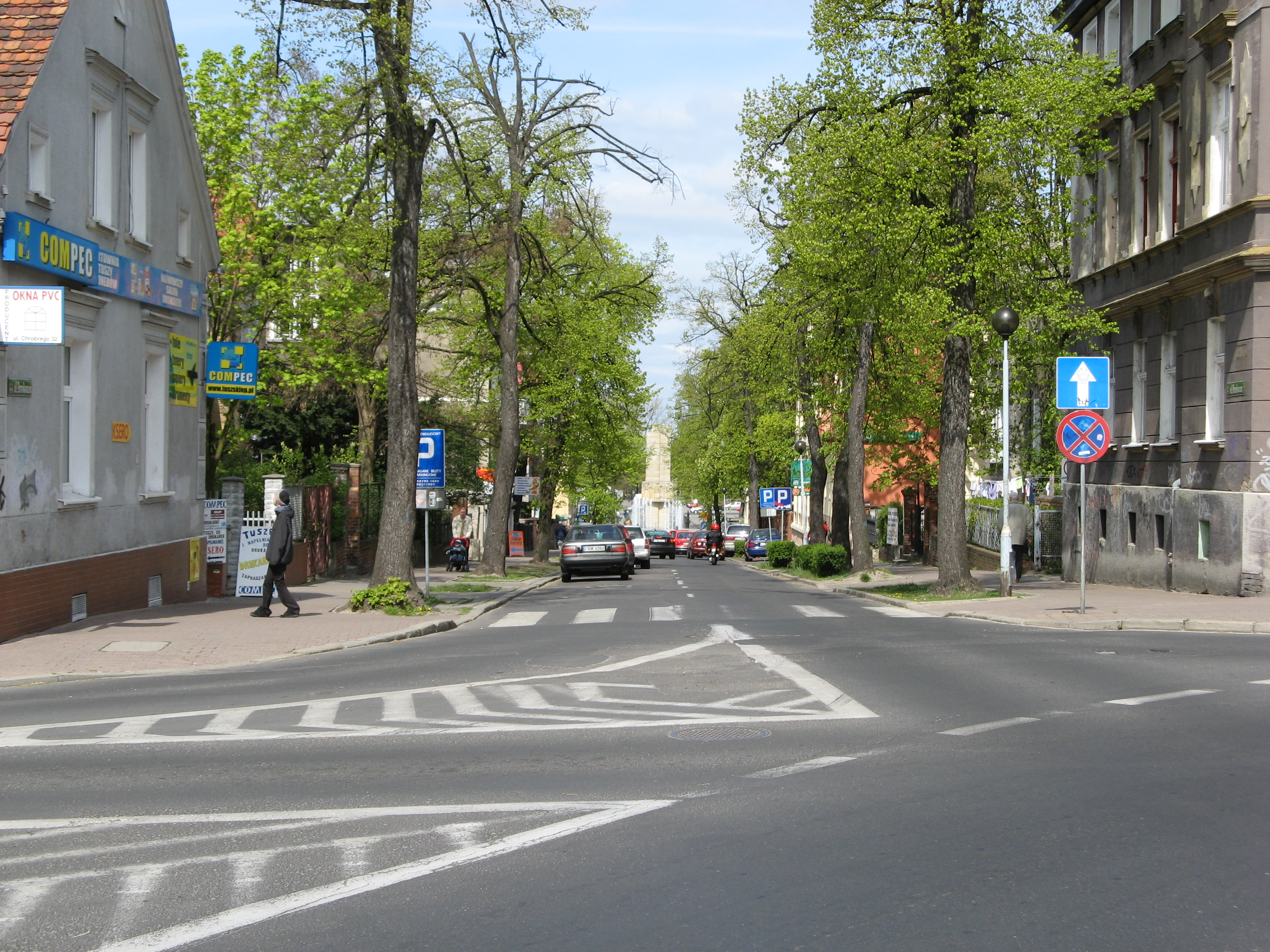
ulica Bankowa

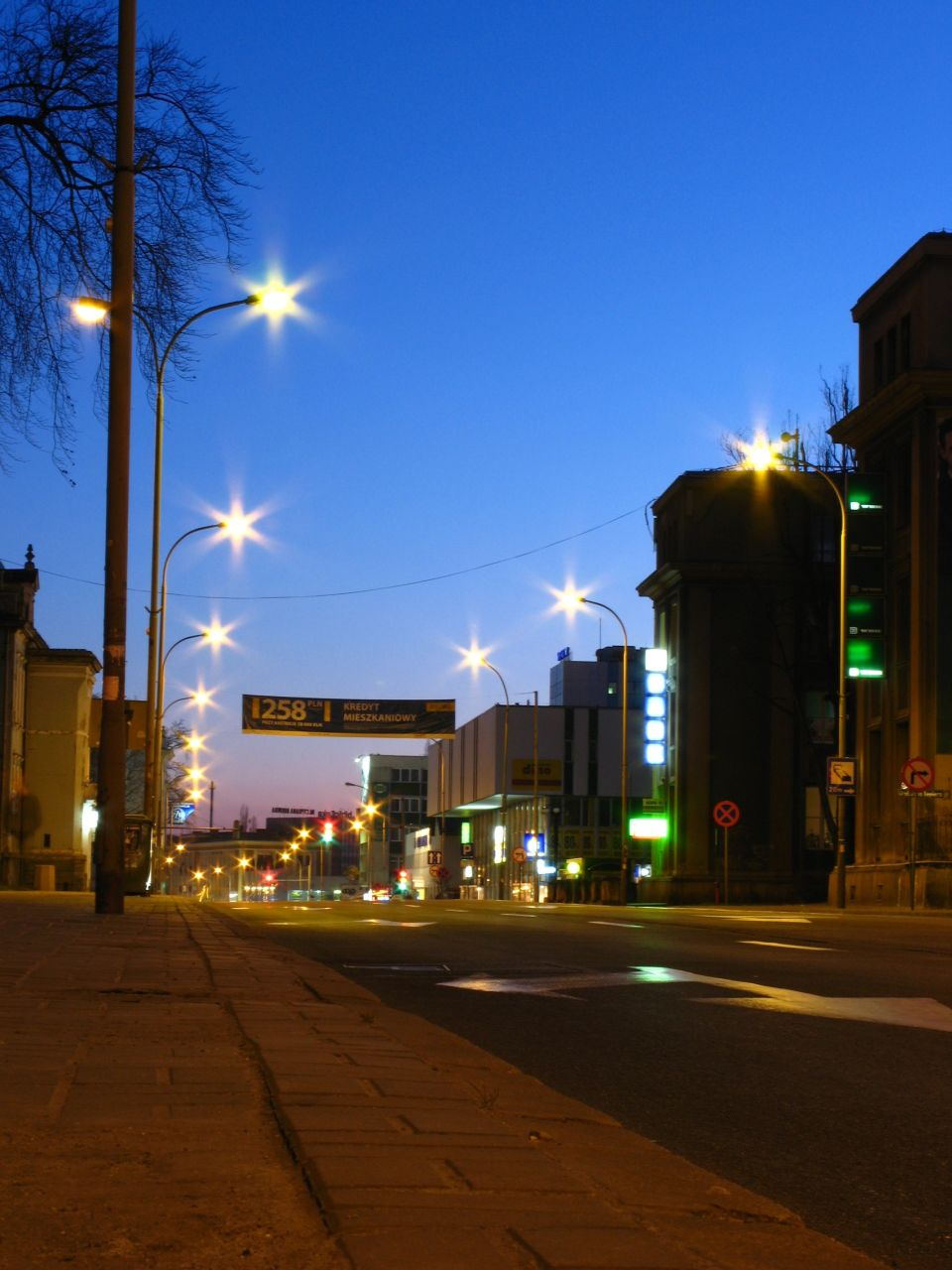
ulica Bohaterów Westerplatte

- Bankowa (21 sierpnia 1990) – Kaiser-Wilhelm-Straße, Freiheitsstraße, Hindenburgstraße, Bankowa, Małgorzaty Fornalskiej (1958). Odnotowana w dokumentach miejskich już w 1690 roku.
- Barcikowice (31 marca 2015)[16]
- Bartoszycka (od 11 października 2003 do 1 maja 2008) – obecnie nie istnieje
- Batorego, Stefana (1945) – Lansitzer Straße(12 sierpnia 1850). Lansitz – niemiecka nazwa Łężycy. Odnotowana w dokumentach miejskich w 1690 r.
- Bema, gen. Józefa (18 czerwca 1948) – Saure (Kwaśna – nazwa winnicy – wym. -1723), Zeppelinstraße dla uczczenia przelotu 24 czerwca 1930 roku nad miastem sterowca Zeppelin, Artyleryjska
- Beniowskiego (21 czerwca 1966)
- Beżowa (25 czerwca 2002)
- Biała (25 czerwca 2002)
- Billewiczówny (19 grudnia 2004)
- Błękitna (25 czerwca 2002)
- Błotna (30 marca 1966)
- Bociania (28 listopada 1957) – Kościuszki (1946)
- Boczna (30 marca 1962)
- Boduena (1945) – An der Kinderbewahranstalt. Uliczka prowadziła do zakładu opiekuńczego dla dzieci przy ul. Wandy
- Bohaterów Westerplatte (27 października 1956) – Kapellenweg (1900), Topolowa (1945). Nazwa Kapellenweg powstała w związku z istnieniem (1744) kaplicy na skrzyżowaniu z ulicą Kupiecką
- Bolka i Lolka (7 października 1996)
- Bordowa (25 czerwca 2002)
- Borówkowa (1 kwietnia 2006)
- Bosmańska (2 maja 2008)
- Botaniczna (1945) – Ochelhermsdorfer Straße, Hermannsdorfer Straße. Ochelhermsdorf – niemiecka nazwa Ochli.
- Braci Gierymskich (1984)
- Braniborska (1945) – Deutsche Straße
- Bratkowa (22 czerwca 1979)
- Brązowa (25 czerwca 2002)
- Browarna (1 lipca 1995) – powstała z części ulicy Piwnej
- Brylantowa (1 lipca 1996)
- Brzozowa (1945) – Hohnberg
- Budowlana (30 marca 1962)
- Bukowa (...)
- Budziszyńska (31 stycznia 1980)
- Bułgarska (17 grudnia 1982) – Schloiner Weg, Wilcza
- Buraczana – Zuckerland. (zlikwidowana 14.10.1974)
- Bursztynowa (1 lipca 1996)

### C
- Calineczki (7 października 1996)
- Ceglana (1945) – Ziegelberg
- Ceramiczna (26 lutego 2002)
- Chabrowa (29 czerwca 1979)
- Chełmońskiego, Józefa (25 maja 1980)
- Chemiczna (11 września 1967)
- Chłodna (30 marca 1962)
- Chmielna (1945) – Hopfgarten
- Chochlika (19 marca 1973)
- Chopina Fryderyka (27 października 1956) – Schindergrube, Schindeberge, Lindenberg, Widok. Ulica zlokalizowana jest w rejonie, który przed 1945 rokiem nosił (pochodzącą z początków XIX wieku) nazwę Lindenberg (Lipowe Wzgórze). Były to tereny winnic i sadów. Ulica została wybrukowana w drugiej połowie XIX wieku, kiedy na szczycie wzgórza wybudowano neogotycki budynek szkolny (dzisiejsze Centrum Doskonalenia Nauczycieli).
- Chrobrego Bolesława (1945) – Bismarckstraße
- Chynowska (30 marca 1962)
- Cicha (1945) – Friedenstraße
- Ciesielska (28 listopada 1957) – Züllichauer Straße, Eckerner Straße dla uczczenia przelotu 24 czerwca 1930 roku nad miastem sterowca Zeppelin, Matejki
- Cisowa (5 kwietnia 1999)
- Cynarskiego, Stanisława (14 października 1974)
- Cyprysowa (5 kwietnia 1999)
- Cytrynowa (11 marca 1997)
- Czekanowskiego, Aleksandra (25 czerwca 2002)
- Czerskiego, Jana (25 czerwca 2002)
- Czubińskiego, Zygmunta (28 września 1970)
- Czyżykowa (16 listopada 1966)

### D
- Daliowa (29 czerwca 1979)
- Dantyszka (14 października 1974)

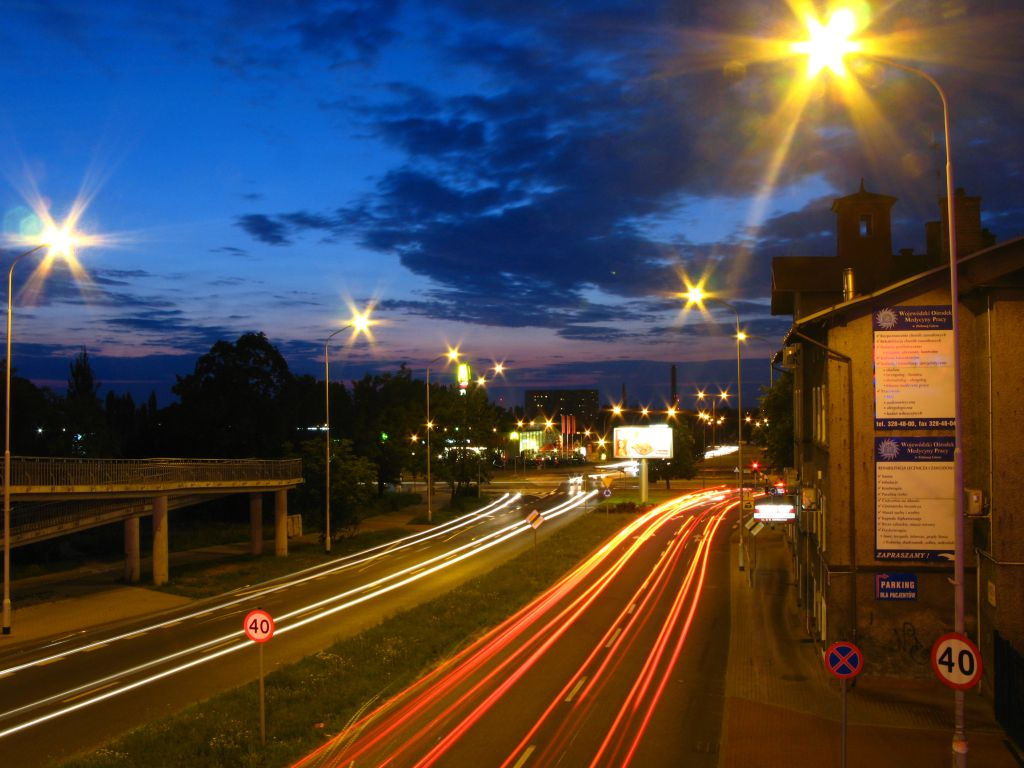
ulica Dąbrówki – widok w kierunku ronda PCK

- Dąbrowskiego, gen. Jarosława (1945) – Schertendorfer Straße. Schertendorf – niemiecka nazwa Przylepu. 13 sierpnia 1850 nadano nazwę Rothenburger Straße. Rothenburg – niemiecka nazwa Czerwieńska.
- Dąbrówki (1945) – Fließweg. Nazwa pochodzi od istniejącego źródła
- Dekarska (26 lutego 2019)
- Dekoracyjna (14 października 1974)
- Demeter (28 maja 2002)
- Dereszowa (22 września 1986)
- Derwida (28 września 1970)
- Dębowa (...)
- Diamentowa (1 lipca 1996)
- Dionizosa (28 maja 2002)
- Długa (1945) – Lange Gasse
- Dolina Luizy (25 marca 2005)
- Dolina Zielona (1945) – Talstraße
- Dolna (28 grudnia 1958)
- Domeyki, Ignacego (25 czerwca 2002)
- Dożynkowa (30 marca 1962)
- Drzewna (1945) – Holzmarktstraße. W latach 1945–1958 używano również nazwy Rynek Drzewny. Ulica odnotowana w dokumentach miejskich z 1730-1732. W poł XIX w. odcinek od Rynku Drzewnego nazywał się Lawaldaugasse, a od 1850 r. – Breslauer Straße. Lawaldau – niemiecka nazwa Raculi. Breslau – niemiecka nazwa Wrocławia.
- Drzonków-Agrestowa (31 marca 2015)[16].
- Drzonków-Akacjowa (31 marca 2015)[16]
- Drzonków-Bażantowa (31 marca 2015)[16]
- Drzonków-Boczna (31 marca 2015)[16]
- Drzonków-Brzozowa (30 czerwca 2015)
- Drzonków-Bukowa (31 marca 2015)[16]
- Drzonków-Cisowa (31 marca 2015)[16]
- Drzonków-Czyżykowa (31 marca 2015)[16]
- Drzonków-Działkowa (31 marca 2015)[16]
- Drzonków-Gajowa (31 marca 2015)[16]
- Drzonków-Grzybowa (31 marca 2015)[16]
- Drzonków-Iglasta (29 listopada 2022)
- Drzonków-Jastrzębia (31 marca 2015)[16]
- Drzonków-Jeździecka (31 marca 2015)[16]
- Drzonków-Kalinowa (30 czerwca 2015)
- Drzonków-Kasztanowa (30 czerwca 2015)
- Drzonków-Kąpielowa (31 marca 2015)[16]
- Drzonków-Klonowa (31 marca 2015)[16]
- Drzonków-Kościelna (31 marca 2015)[16]
- Drzonków-Krótka (31 marca 2015)[16]
- Drzonków-Krucza (31 marca 2015)[16]
- Drzonków-Kwiatowa (31 marca 2015)[16]
- Drzonków-Leśna (31 marca 2015)[16]
- Drzonków-Lipowa (31 marca 2015)[16]
- Drzonków-Lisia (31 marca 2015)[16]
- Drzonków-Łąkowa (31 marca 2015)[16]
- Drzonków-Miła (31 marca 2015)[16]
- Drzonków-Modrzewiowa (31 marca 2015)[16]
- Drzonków-Niedźwiedzia (31 marca 2015)[16]
- Drzonków-Olimpijska (31 marca 2015)[16]
- Drzonków-Orla (31 marca 2015)[16]
- Drzonków-Ośrodkowa (31 marca 2015)[16]
- Drzonków-Pięciobojowa (31 marca 2015)[16]
- Drzonków-Podgórna (31 marca 2015)[16]
- Drzonków-Pogodna (31 marca 2015)[16]
- Drzonków-Przełajowa (31 marca 2015)[16]
- Drzonków-Przyjazna (31 marca 2015)[16]
- Drzonków-Przyjemna (31 marca 2015)[16]
- Drzonków-Przytulna (31 marca 2015)[16]
- Drzonków-Radosna (31 marca 2015)[16]
- Drzonków-Rajska (31 marca 2015)[16]
- Drzonków-Rajtarowa (31 marca 2015)[16]
- Drzonków-Rebusowa (31 marca 2015)[16]
- Drzonków-Regentowa (31 marca 2015)[16]
- Drzonków-Regimentowa (31 marca 2015)[16]
- Drzonków-Rekreacyjna (31 marca 2015)[16]
- Drzonków-E. Romera  (31 marca 2015)[16]
- Drzonków-Rotowa (31 marca 2015)[16]
- Drzonków-Rybałtowa (31 marca 2015)[16]
- Drzonków-Rycerska (31 marca 2015)[16]
- Drzonków-Rydwanowa (31 marca 2015)[16]
- Drzonków-Sarnia (31 marca 2015)[16]
- Drzonków-Słoneczna (31 marca 2015)[16]
- Drzonków-Sosnowa (31 marca 2015)[16]
- Drzonków-Sosnowy Zakątek (19 grudnia 2023)
- Drzonków-Sowia (31 marca 2015)[16]
- Drzonków-Staromłyńska (31 marca 2015)[16]
- Drzonków-Strumykowa (31 marca 2015)[16]
- Drzonków-Strzelecka (31 marca 2015)[16]
- Drzonków-Szermiercza (31 marca 2015)[16]
- Drzonków-Szkolna (31 marca 2015)[16]
- Drzonków-Świerkowa (31 marca 2015)[16]
- Drzonków-Wiewiórcza (31 marca 2015)[16]
- Drzonków-Wierzbowa (30 czerwca 2015)
- Drzonków-Wilcza (31 marca 2015)[16]
- Drzonków-Wrzosowa (31 marca 2015)[16]
- Drzonków-Zamkowa (31 marca 2015)[16]
- Drzonków-Zmienna (31 marca 2015)[16]
- Drzymały, Michała (13 stycznia 1969)
- Dunikowskiego, Xawerego (14 grudnia 1985)
- Dworcowa (1 lutego 1991) – Hatzfeldstraße, Walki Młodych. Ulicę zbudowano w 1900 r.
- Dworkowa (26 lutego 2002)
- Działkowa (7 marca 1957)
- Dzika (1945) – Am Rohrbusch

### E
- Ekologiczna (5 maja 2010), wcześniej jako Aleksandry (29 września 2009).
- Elektronowa (12 października 1971)
- Energetyków (12 października 1971)

### F

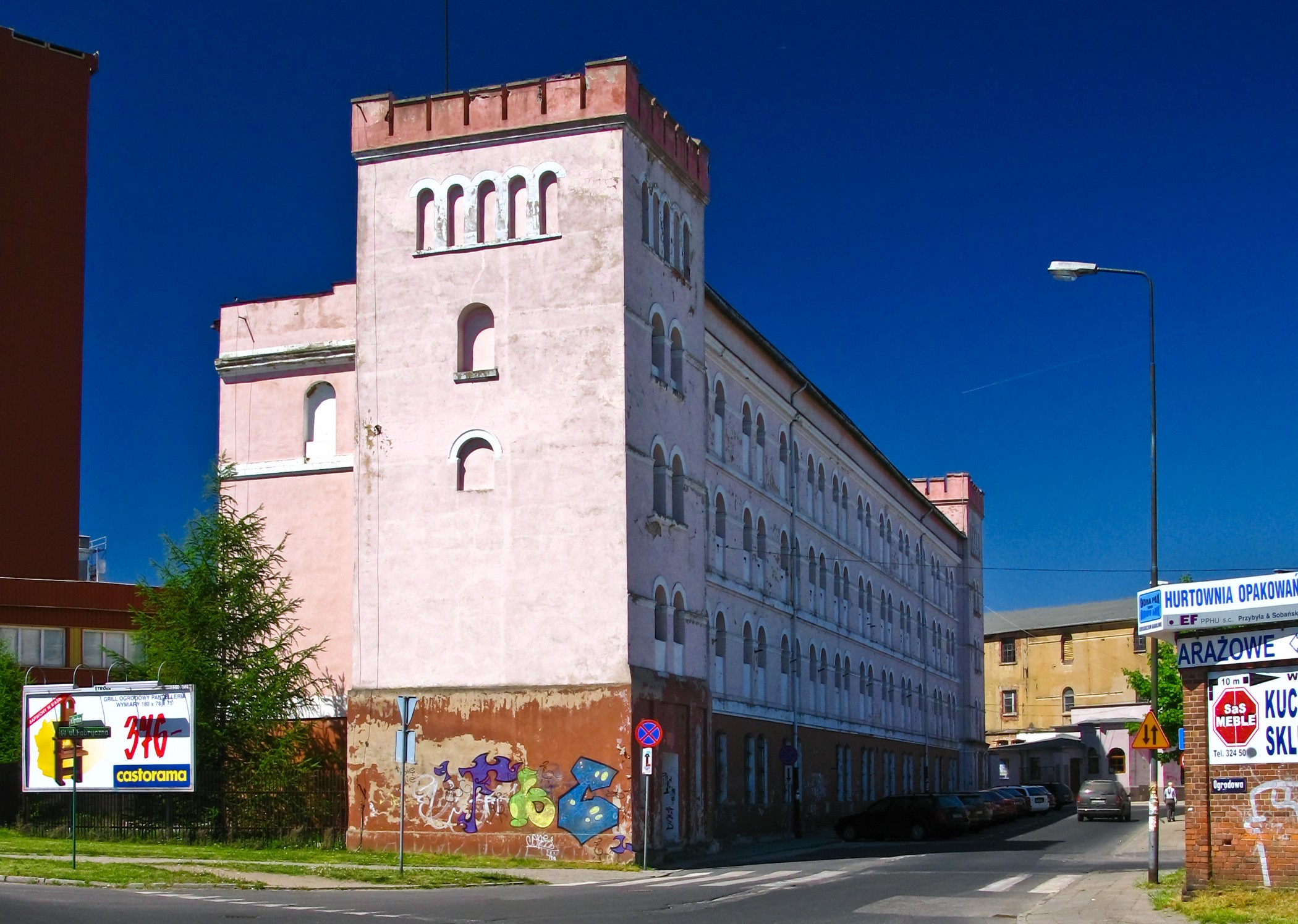
ulica Fabryczna, widok na przyszły Loft

- Fabryczna (1945) – Grosse Fabrikstraße
- Fajansowa (26 lutego 2002)
- Fantazego (21 czerwca 1966)
- Festiwalowa (29 czerwca 1973) – 22 kwietnia 1976 włączono ulicę Teresy
- Figowa (8 kwietnia 2006)
- Filona (13 stycznia 1969)
- Fioletowa (25 czerwca 2002)
- Fiołkowa (29 czerwca 1979)
- Foluszowa (1945) – Walkeweg. Na planie z 1895 r. oznaczono na niej pięć foluszy
- Folwarczna – istniała w 1946 roku, łączyła tereny pomiędzy ulicami Urszuli i Ustronną
- Francuska (31 stycznia 1980)
- Fregatowa (od 3 listopada 2003 do 1 maja 2008)
- Funka, Kazimierza (25 czerwca 2002)

### G
- Gajowa (22 kwietnia 1976) – od 18 grudnia 1958 do 22.04.1976 istniała ulica o tej nazwie przy osiedli Braniborskim
- Gdyńska (29 października 2019)
- Geodetów (5 kwietnia 2007)
- Gimnastyczna – Beucholtstraße – istniała w 1945 roku
- Giżycka (11 października 2003)
- Glinianki (1945) – Gertrudweg
- Głowackiego, Bartosza (1945) – Blucherstraße
- Godlewskiego, Zbyszka (3 listopada 2009)
- Gołębia – Taubenstraße – zlikwidowana w trakcie budowy Osiedla Łużyckiego
- Goplany (21 czerwca 1966)
- Gorzowska (14 lutego 2006)
- Goździkowa (29 czerwca 1979)
- Górna (11 września 1967)
- Grabca (21 czerwca 1966)
- Grabowa (5 kwietnia 1999)
- Grabowskich, Wł. i St.-Ochla (31 marca 2015)[16]
- Grafitowa (25 czerwca 2002)
- Grajewska (11 października 2003 do 1 maja 2008)
- Granatowa (25 czerwca 2002)
- Graniczna (15 marca 2005)
- Gronowa (18 września 1958)
- Groszkowskiego, Janusza
- Grottgera, Artura (1945) – Herrngasse (12 sierpnia 1850). Wymieniona w 1809 r. Obejmuje również dawną ulicą Brotmarkt (po 1945 r. Rynek Zbożowy). Ulica jest deptakiem.
- Grunwaldzka (21 czerwca 1966) – połączono dwie ulice: Goldene Aue (po 1945 Luba Ustroń) i Rodeland-Siedlung(osiedle Grunwaldzkie)
- Gryfa (28 września 1970)
- Grzegorza (19 marca 1973)
- Grzybowa (30 marca 1962)

### H
- Harcerska (28 listopada 1957)
- Hawryłowicza (28 września 1970)
- Heliosa (28 maja 2002)
- Helska (20 września 2012)
- Heraklesa (28 maja 2002)
- Herberta, Zbigniewa (25 września 2018)
- Hermesa (28 maja 2002)
- Hery (28 maja 2002)
- Heweliusza, Jana (25 czerwca 2002)
- Hiszpańska (22 czerwca 1995)
- Hoffmana, Jana (26 lutego 2002)
- Horsztyńskiego (21 czerwca 1966)

### I

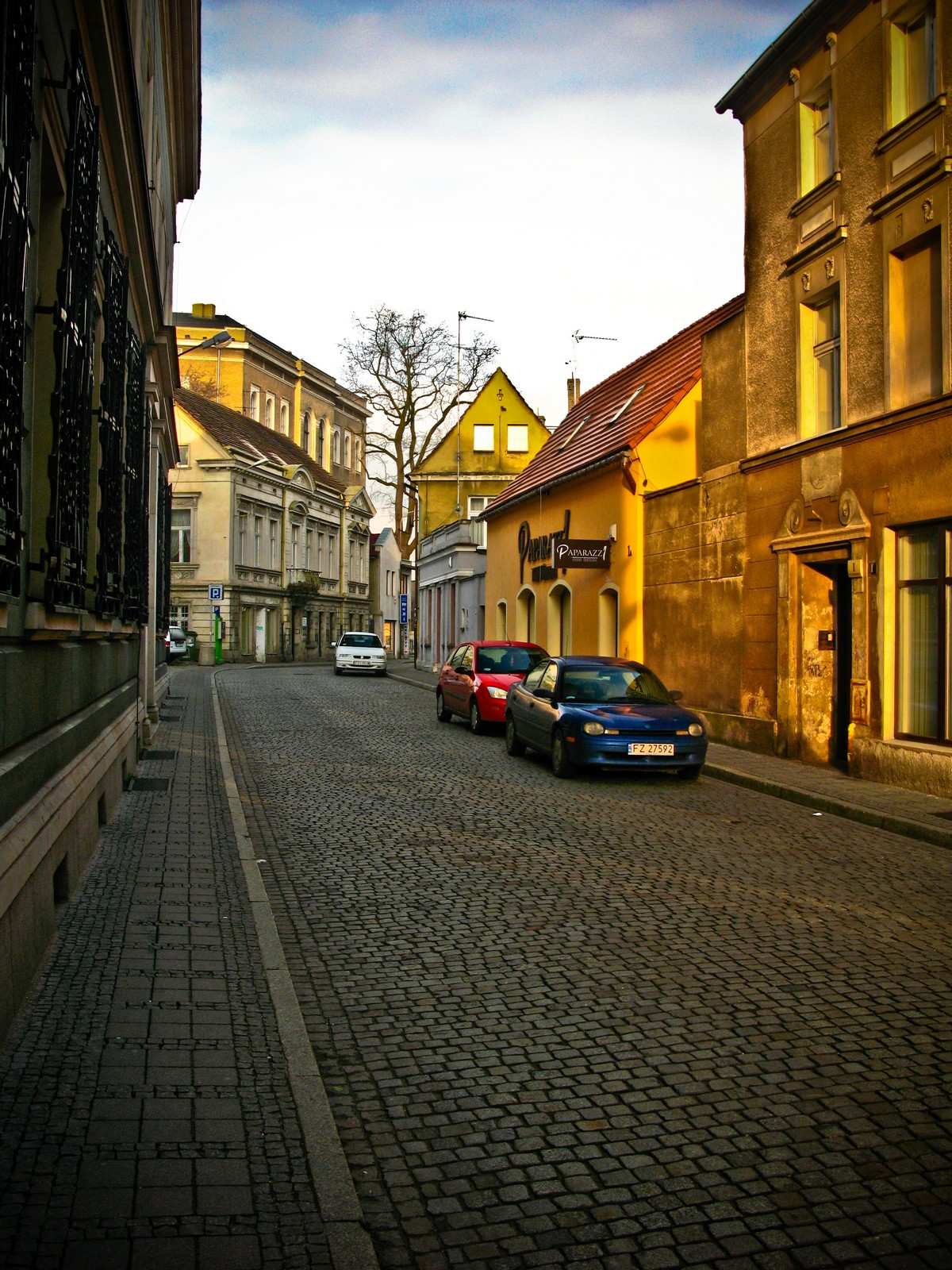
ulica Jedności, widok od Placu Pocztowego

- Iławska (do 11 października 2003 do 1 maja 2008) – obecnie nie istnieje
- Infelda, Leopolda (15 czerwca 2002)
- Irysowa (26 lutego 2002)

### J

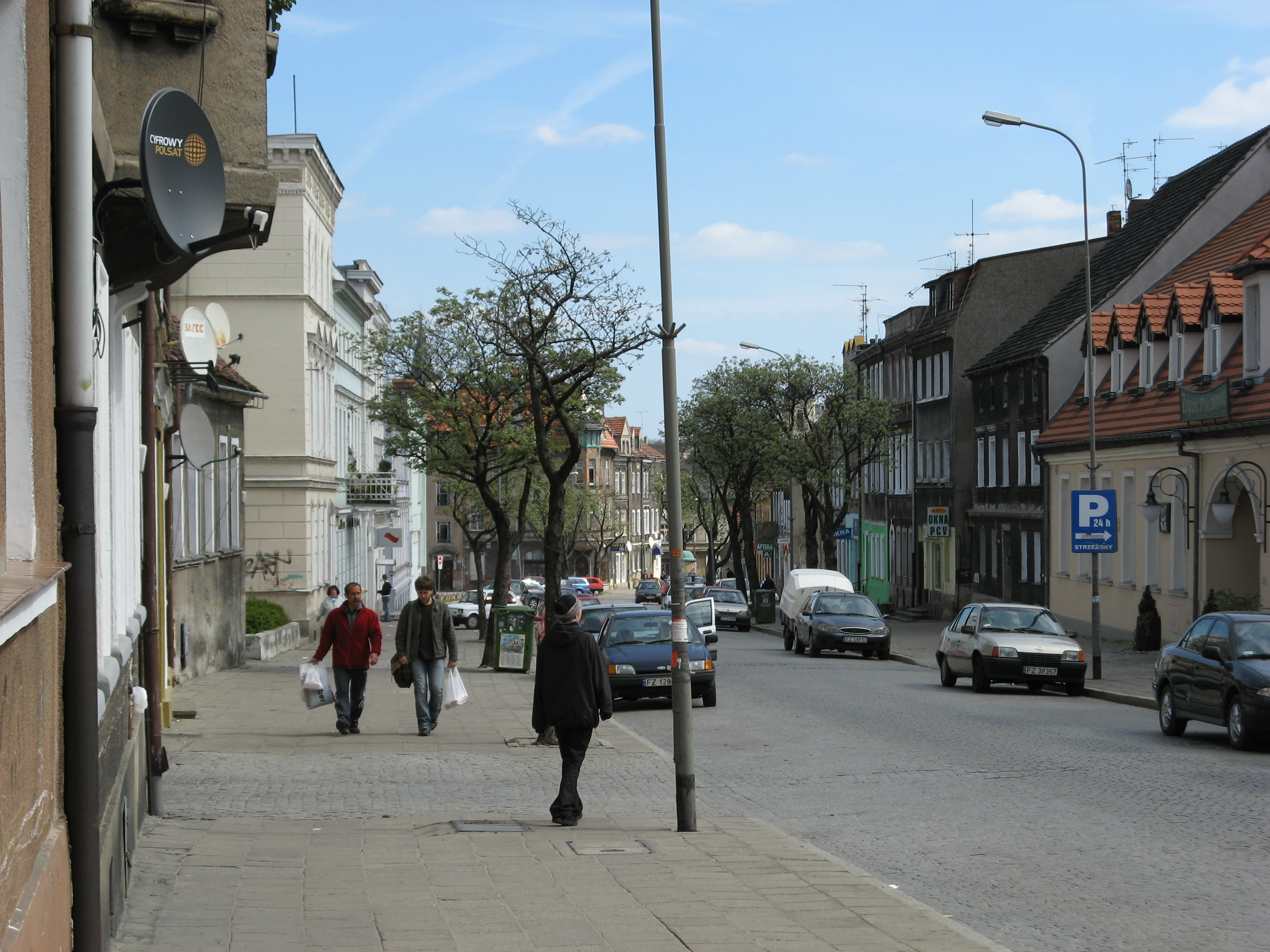
ulica Jedności

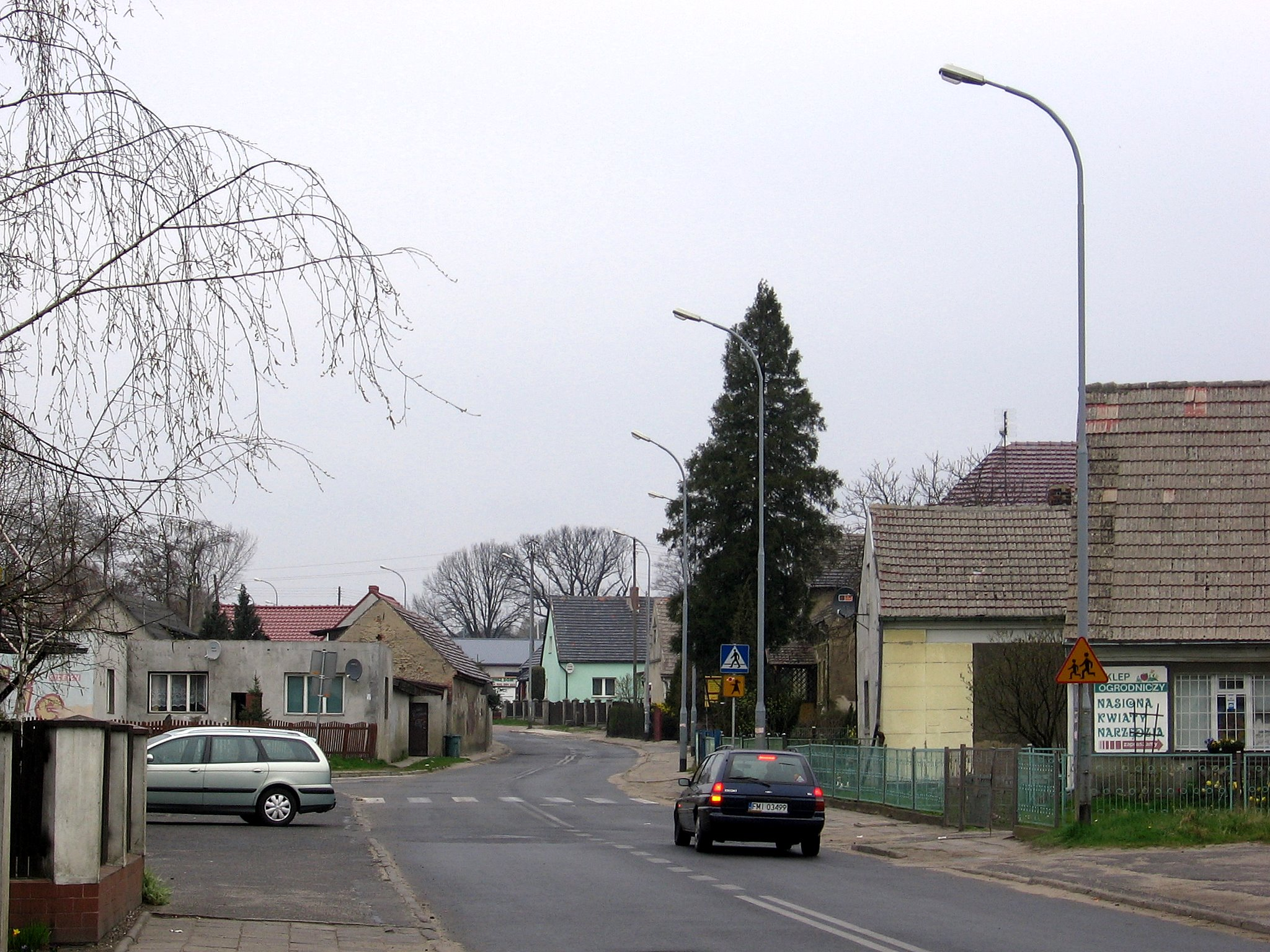
ulica Jędrzychowska (Jędrzychów)

- Jagiellonki, Anny (1945) – Neue Maugscht
- Jagiełły, Władysława (13 grudnia 2017) – Armii Ludowej (2 października 1971)
- Jagodowa (30 marca 1962)
- Jałowcowa (30 marca 1962)
- Jana z Kolna (1945) – Steingasse. Istnieje od XVIII w.
- Jarogniewice (31 marca 2015)[16]
- Jarzębinowa (29 czerwca 1973)
- Jasia i Małgosi (7 października 1996)
- Jasińskiego, gen. Jakuba (1945) – Schutzenplatzweg
- Jaskółcza (1945) – Ruhleben. W XIX wieku nazwa terenu pomiędzy obecnymi ulicami Jaskółczą, Ogrodową i Głowackiego. W 1957 roku przyłączono z ulicy 1 maja odcinek od toru kolejowego do Ogrodowej
- Jasna (1945) – Heimdal
- Jastrzębia (30 marca 1962)
- Jaśminowa (26 lutego 2002)
- Jedności (1 stycznia 1991) – Obergasse – od 12 maja 1850 – Berliner Straße, 3 Maja, Jedności Robotniczej(16 lutego 1949) – istnieje od VIII w.
- Jelenia (1945) – Untere Fuchsburg
- Jeleniów (31 marca 2015)[16]
- Jemiołowa (19 maja 2008)
- Jesienna (30 czerwca 1962)
- Jesionowa (5 kwietnia 1999)
- Jeździecka (22 września 1986)
- Jeżykowa (28 listopada 1957)
- Jeżynowa (1 kwietnia 2006)
- Jęczmienna (29 czerwca 1973)
- Jędrzychowska – Jędrzychów (30 marca 1962)
- Jodłowa (30 marca 1962)

### K
- Kaczeńcowa

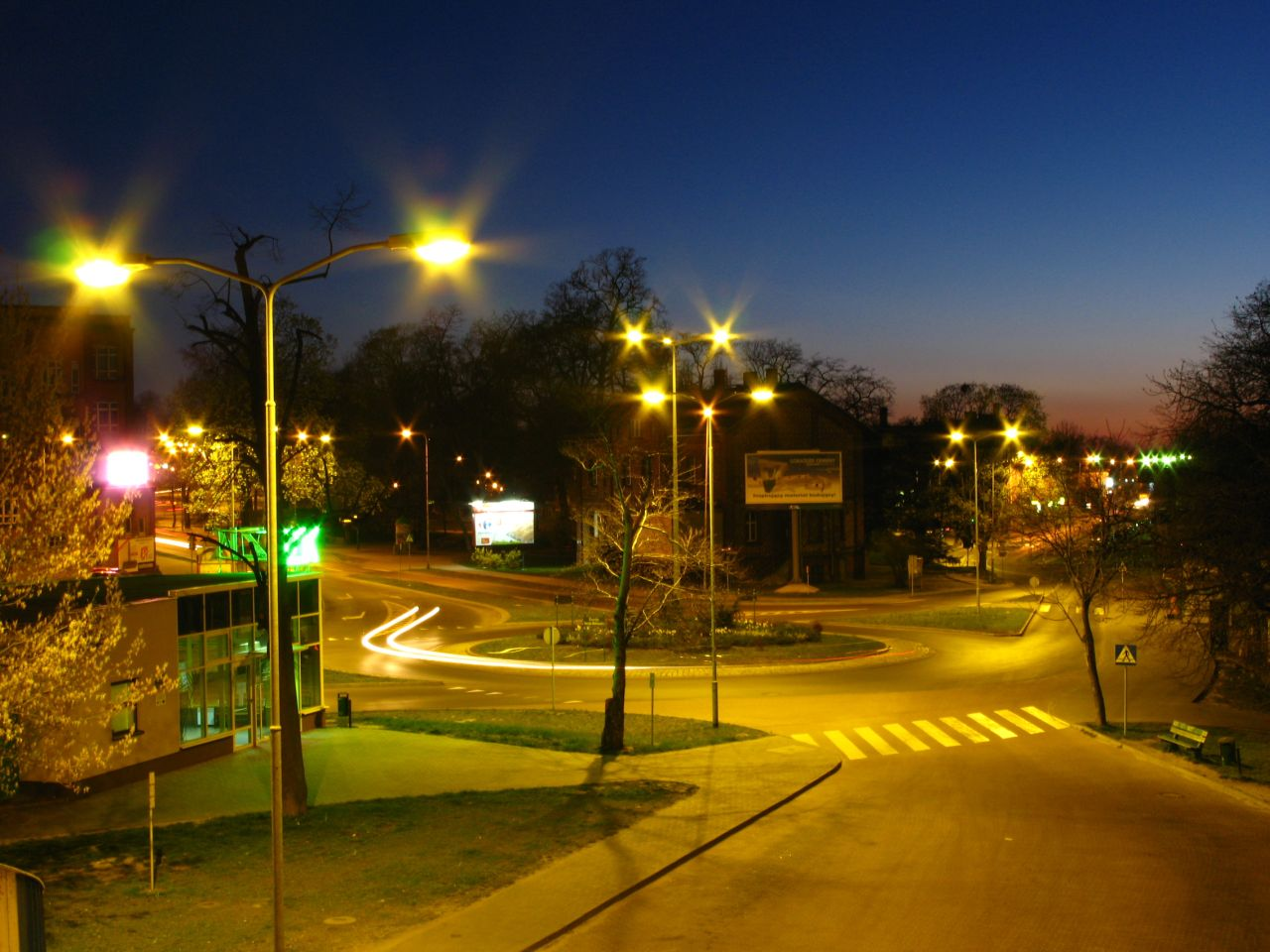
plac Kolejarza

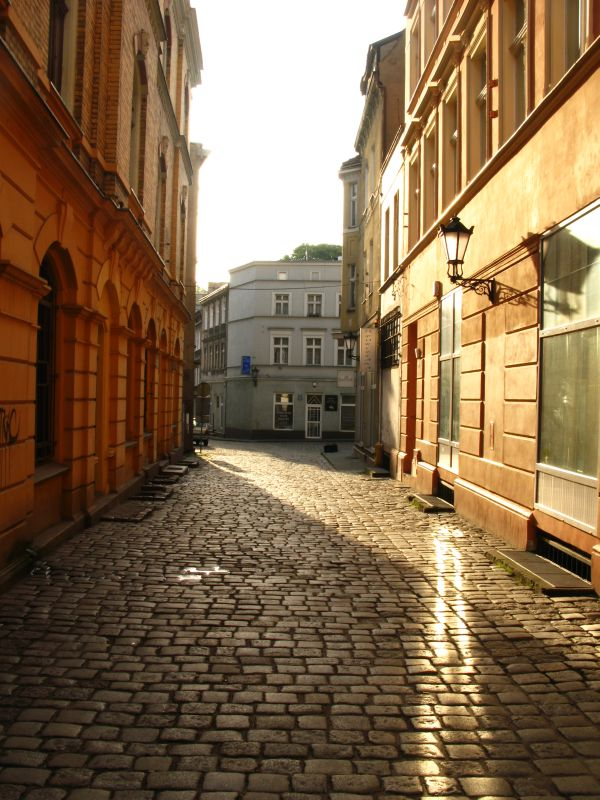
ulica Kościelna

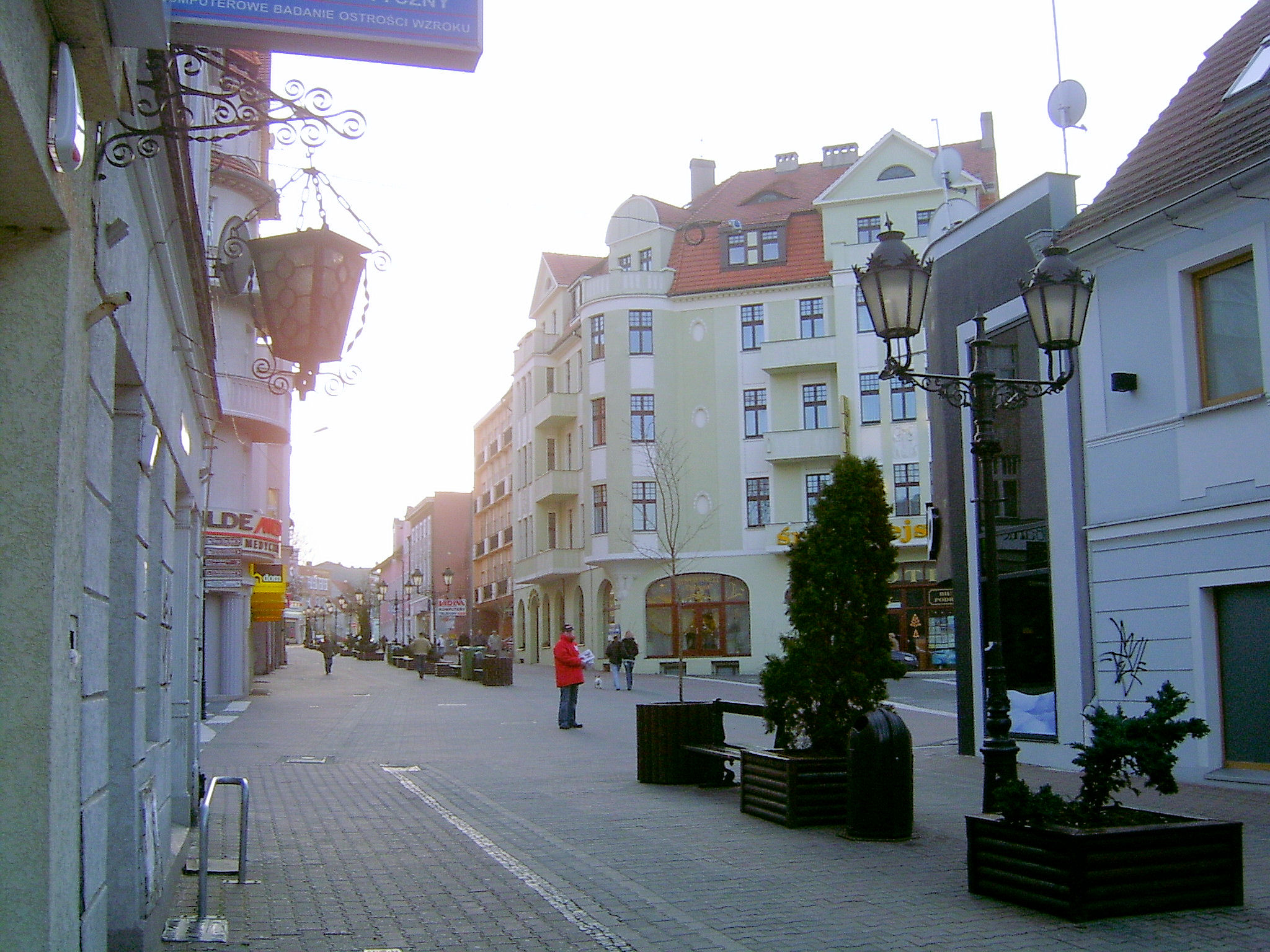
ulica Kupiecka

- Kaczmarskiego, Jacka (30 sierpnia 2022) – Witebska (29 czerwca 1973)
- Kalinowa (26 lutego 2002)
- Kamionkowa (26 lutego 2002)
- Kapitańska (od 3 listopada 2003 do 1 maja 2008)
- Karłowicza, Mieczysława (21 marca 1984)
- Karminowa (25 czerwca 2002)
- Karowa (30 marca 1995)
- Kasprowicza, Jana (1945) – Engegasse, Glasserstraße (19 stycznia 1879)
- Kasztanowa (30 marca 1962)
- Kazimierza Wielkiego (1945) – Kleine Bahnhofstrase, Moltkestraße
- Kąpielowa (30 marca 1962)
- Keplera, Jana (27 marca 2001)
- Keramzytowa (26 lutego 2002)
- Ketlinga (28 września 1993)
- Kętrzyńska (11 października 2003)
- Kiełpin (31 marca 2015)[16]
- Kiełpin-Antylopy (27 czerwca 2023)
- Kiełpin-Gościnna (26 października 2021)
- Kiełpin-Jaguara (27 sierpnia 2023)
- Kiełpin-Koleżeńska (26 marca 2024)
- Kiełpin-Krokodyla (25 lutego 2020)
- Kiełpin-Lwa (25 lutego 2020)
- Kiełpin-Nosorożca (27 czerwca 2023)
- Kiełpin-Pelikana (25 lutego 2020)
- Kiełpin-Przyjacielska (28 marca 2023)
- Kiełpin-Rodzinna (26 października 2021)
- Kiełpin-Słonia (25 lutego 2020)
- Kiełpin-Strusia (27 czerwca 2023)
- Kiełpin-Zebry (25 lutego 2020)
- Kiełpin-Znajoma (26 października 2021)
- Kiełpin-Życzliwa (26 października 2021)
- Kiełpin-Żyrafy (25 lutego 2020)
- Kiełpińska (30 marca 1962)
- Kilińskiego, Jana (1945) – Augustberg
- Kirkora (29 czerwca 1966)
- Klementowskich (1 lutego 1961) – Mariana Buczka (30 stycznia 1961)
- Klinkierowa (26 lutego 2002)
- Klonowa (1945) – Ahornstraße
- Kmicica (28 września 1993)
- Kocha, Roberta (25 czerwca 2002)
- Kochanowskiego, Jana (1945) – Rosengasse – istnieje od XVIII w.
- Kokosowa (25 czerwca 1997)
- Kolberga, Oskara (25 czerwca 2002)
- Kolejowa
- Kolorowa (25 czerwca 2002)
- Kołłątaja, Hugo (28 listopada 1957) – część dawnej nie zabudowanej ulicy Probostwo (Probsteiweg)
- Kombatantów (30 października 2000) – wydzielona z odcinka ulicy Zielonogórskiej pomiędzy ulicą Chmielną a Szkołą Podstawową nr 7
- Konicza, Tadeusza (30 stycznia 1961)
- Konopna (29 czerwca 1973)
- Konopnickiej, Marii (28 listopada 1957)
- Konstruktorów (16 kwietnia 1987)
- Konwaliowa (29 czerwca 1979)
- Kopciuszka (24 lutego 1994)
- Kopernika, Mikołaja (1945) – Am Graben, Seilerbahn – pierwotna nazwa na planie z 1826 r.
- Koralowa (1 lipca 1996)
- Kordiana (21 czerwca 1966)
- Kossaka, Juliusza (22 maja 1980)
- Kostrzyńska (14 lutego 2006)
- Kosynierów (13 stycznia 1969)
- Kościelna (1945) – Kirchgasse, Katholische Kirschstraße. Ulica na odcinku od Starego Rynku do ulicy Masarskiej jest deptakiem.
- Kościuszki, Tadeusza (1946). W 1957 r. wydzielono obecną ulicę Bocianią
- Kościuszkowców (2 października 1971)
- Kożuchowska (1945) – Freystadter Chaussee (1834). Freystadt – niemiecka nazwa Kożuchowa.
- Krakusa (1945) – Mühlweg. Odnotowana w dokumentach miejskich z 1686-1690
- Kraljevska (31 stycznia 1980)
- Krasickiego, Ignacego (1 lutego 1991 Janka Krasickiego (18 kwietnia 1963)
- Krasińskiego, Zygmunta (1945) – Krone
- Krasnoludków (24 lutego 1994)
- Kraszewskiego, Józefa Ignacego (1945) – Kleine Bergstraße
- Krawiecka (1945) – Buttermarkt, Buttergasse, Neutorstraße (12 sierpnia 1850). Ulica jest deptakiem.
- Kremowa (25 czerwca 2002)
- Krępa-Agrestowa (31 marca 2015)[16]
- Krępa-Dolna (31 marca 2015)[16]
- Krępa-Dzika (31 marca 2015)[16]
- Krępa-Kasztanowa (31 marca 2015)[16]
- Krępa-Krótka (31 marca 2015)[16]
- Krepa-Leśna (31 marca 2015)[16]
- Krępa-Lipowa (31 marca 2015)[16]
- Krępa-Miętowa (29 stycznia 2019)
- Krępa-Młyńska (31 marca 2015)[16]
- Krępa-Odrzańska (31 marca 2015)[16]
- Krępa-Piękna (31 marca 2015)[16]
- Krępa-Podgórna (31 marca 2015)[16]
- Krępa-Pokrzywowa (29 stycznia 2019)
- Krępa-Porzeczkowa (31 marca 2015)[16]
- Krępa-Poziomkowa (31 marca 2015)[16]
- Krępa-Sportowa (31 marca 2015)[16]
- Krępa-Szkolna (31 marca 2015)[16]
- Krępa-Truskawkowa (31 marca 2015)[16]
- Krępowska (25 czerwca 2002)
- Kręta (7 marca 1957)
- Krokusowa (26 lutego 2002)
- Krośnieńska (1945) – Lessener Straße. Lessen – niemiecka nazwa Leśniowa. Odnotowana w dokumentach miejskich z 1686-1690; zachowany fragment dawnej ulicy. Część została włączona do alei Wojska Polskiego
- Królewny Śnieżki (24 lutego 1994)
- Krótka (1945) – Kurzer Weg
- Krucza (7 marca 1957)
- Krzemieniecka (28 września 1970)
- Krzywa (30 marca 1962)
- Krzywoń, Anieli (13 stycznia 1969)
- Krzywoustego Bolesława (28 listopada 1957)
- Kubusia Puchatka (7 października 1996)
- Kucykowa (22 września 1986)
- Kukułcza (1945)
- Kupiecka (1 lutego 1991) – Lawalder Gasse (Lawaldau – niemiecka nazwa Raculi), Nieder Gasse, Niederstraße, Pionierska, generała Karola Świerczewskiego (18 czerwca 1948) – pierwotnie Niedervorstadt – Dolne przedmieście, część ulicy pomiędzy ulicami Kopernika i Drzewną. Na planie Butnera określana jako Am Graben (od 12 sierpnia 1850 odcinek ten nosił nazwę Johannisstraße). Ulica na odcinku od Alei Wojska Polskiego do ulicy Podgórnej jest deptakiem.
- Kwiatowa (7.03.1957 – 1985)

### L
- Langiewicza, gen. Mariana (13 stycznia 1969)
- Laury (13 stycznia 1969)
- Lawendowa (26 lutego 2002)
- Lazurowa (25 czerwca 2002)
- Lecha (28 września 1970)
- Lechitów (19 marca 1973) – Rodeland
- Leszczynowa (3 czerwca 2005)
- Leśna (27 czerwca 1957)
- Letnia (28 grudnia 1958)
- Licealna (1945) – Maulbeergasse, Am Oberlyzeum
- Lilli Wenedy (13 stycznia 1969)
- Liliowa (29 czerwca 1979)
- Lipowa (1945) – Lindenstraße
- Lisia (1945) – Obere Fuchsburg
- Lisowskiego, Kazimierza (14 września 1959) – Schurgasse (Schorgasse, Tschorgasse), Schulstraße (od * 12 sierpnia 1850), Szkolna. Odnotowana w dokumentach miejskich z 1686-1690. Ulica na odcinku od nr 5 do ulicy Sobieskiego jest deptakiem.
- Lotników (30 października 2000). Powstała z części ulicy Generała Jarosława Dąbrowskiego.
- Lubuska (28 grudnia 1958)
- Ludowa (1945) – Richthofenstraße, Maugschtgasse
- Lwowska (1 lutego 1991) – Schwarzer Weg, Hirtenbergstraße, Pastusza, W. Nowotki (27 grudnia 1961)

### Ł
- Łabędzia (16 listopada 1966)
- Łąkowa (27 czerwca 1957) – Mittelweg
- Łężyca-Agrestowa (31 marca 2015)[16]
- Łężyca-Apartamentowa (31 marca 2015)[16]
- Łężyca-Architektów (31 marca 2015)[16]
- Łężyca-Aroniowa (31 marca 2015)[16]
- Łężyca-Boczna (31 marca 2015)[16]
- Łężyca-Borówkowa(31 marca 2015)[16]
- Łężyca-Bratkowa (31 marca 2015)[16]
- Łężyca-Budowlanych (31 marca 2015)[16]
- Łężyca-Chabrowa (31 marca 2015)[16]
- Łężyca-Czeremchowa (31 marca 2015)[16]
- Łężyca-Dębowa (31 marca 2015)[16]
- Łężyca-Dolna (31 marca 2015)[16]
- Łężyca-Drobiowa (31 marca 2015)[16]
- Łężyca-Geodetów (31 marca 2015)[16]
- Łężyca-Geologów (31 marca 2015)[16]
- Łężyca-Inwestycyjna (31 marca 2015)[16]
- Łężyca-Inżynierska (31 marca 2015)[16]
- Łężyca-Irysowa (31 marca 2015)[16]
- Łężyca-Jagodowa (31 marca 2015)[16]
- Łężyca-Konwaliowa (31 marca 2015)[16]
- Łężyca-Kościelna (31 marca 2015)[16]
- Łężyca-Krańcowa (29 listopada 2016)
- Łężyca-Krokusowa (31 marca 2015)[16]
- Łężyca-Krótka (31 marca 2015)[16]
- Łężyca-Kwiatowa (31 marca 2015)[16]
- Łężyca-Lawendowa (31 marca 2015)[16]
- Łężyca-Leśna (31 marca 2015)[16]
- Łężyca-Liliowa (31 marca 2015)[16]
- Łężyca-Maciejkowa (31 marca 2015)[16]
- Łężyca-Makowa (31 marca 2015)[16]
- Łężyca-Malinowa (31 marca 2015)[16]
- Łężyca-Morwowa (31 marca 2015)[16]
- Łężyca-Murarska (31 marca 2015)[16]
- Łężyca-Nastrojowa (30 marca 2021)
- Łężyca-Odrzańska (31 marca 2015)[16]
- Łężyca-Piaskowa (31 marca 2015)[16]
- Łężyca-Pigwowa (1 lutego 2022)
- Łężyca-Polna (31 marca 2015)[16]
- Łężyca-Porzeczkowa (31 marca 2015)[16]
- Łężyca-Projektantów (27 lutego 2018)
- Łężyca-Prosta(31 marca 2015)[16]
- Łężyca-Poziomkowa (31 marca 2015)[16]
- Łężyca-Różana (31 marca 2015)[16]
- Łężyca-Sasankowa (31 marca 2015)[16]
- Łężyca-Skrajna (31 marca 2015)[16]
- Łężyca-Sosnowa (31 marca 2015)[16]
- Łężyca-Spacerowa (27 czerwca 2017)
- Łężyca-Spokojna (23 lutego 2016)
- Łężyca-Sportowa (31 marca 2015)[16]
- Łężyca-Stokrotkowa (31 marca 2015)[16]
- Łężyca-Tulipanowa (31 marca 2015)[16]
- Łężyca-Urbanistów (31 marca 2015)[16]
- Łężyca-Ustronna (28 czerwca 2016)
- Łężyca-Zawilcowa (31 marca 2015)[16]
- Łężycka (30 marca 1962) – Schweinitzer Straße, Naumburger Straße. Schweinitz – niemiecka nazwa Świdnicy
- Łokietka, Władysława (1945) – Luisenweg
- Łowiecka – Jägerstraße – zlikwidowana w trakcie budowy Osiedla Łużyckiego
- Ługowo (31 marca 2015). W 2024 nazwa ulicy zamieniona na poszczególne nazwy z przedrostkiem Ługowo, jak np. Ługowo-Kani.
- Ługowo-Boczniaka (24 września 2024)
- Ługowo-Borowika (24 września 2024)
- Ługowo-Gąski (24 września 2024)
- Ługowo-Huby (24 września 2024)
- Ługowo-Kani (24 września 2024)
- Ługowo-Koźlarza (24 września 2024)
- Ługowo-Kurki (24 września 2024)
- Ługowo-Maślaka (24 września 2024)
- Ługowo-Muchomora (24 września 2024)
- Ługowo-Opieńki (24 września 2024)
- Ługowo-Pieczarki (24 września 2024)
- Ługowo-Podgrzybka (24 września 2024)
- Ługowo-Rydza (24 września 2024)
- Ługowo-Trufli (24 września 2024)
- Łukasiewicza, Ignacego (25 czerwca 2002)
- Łużycka (1945) – Schweinitzer Straße (Schweinitz – niemiecka nazwa Świdnicy), Naumburger Straße (1821). Naumburg – niemiecka nazwa Nowogrodu Bobrzańskiego.

### M
- Maciejowicka (28 września 1970)

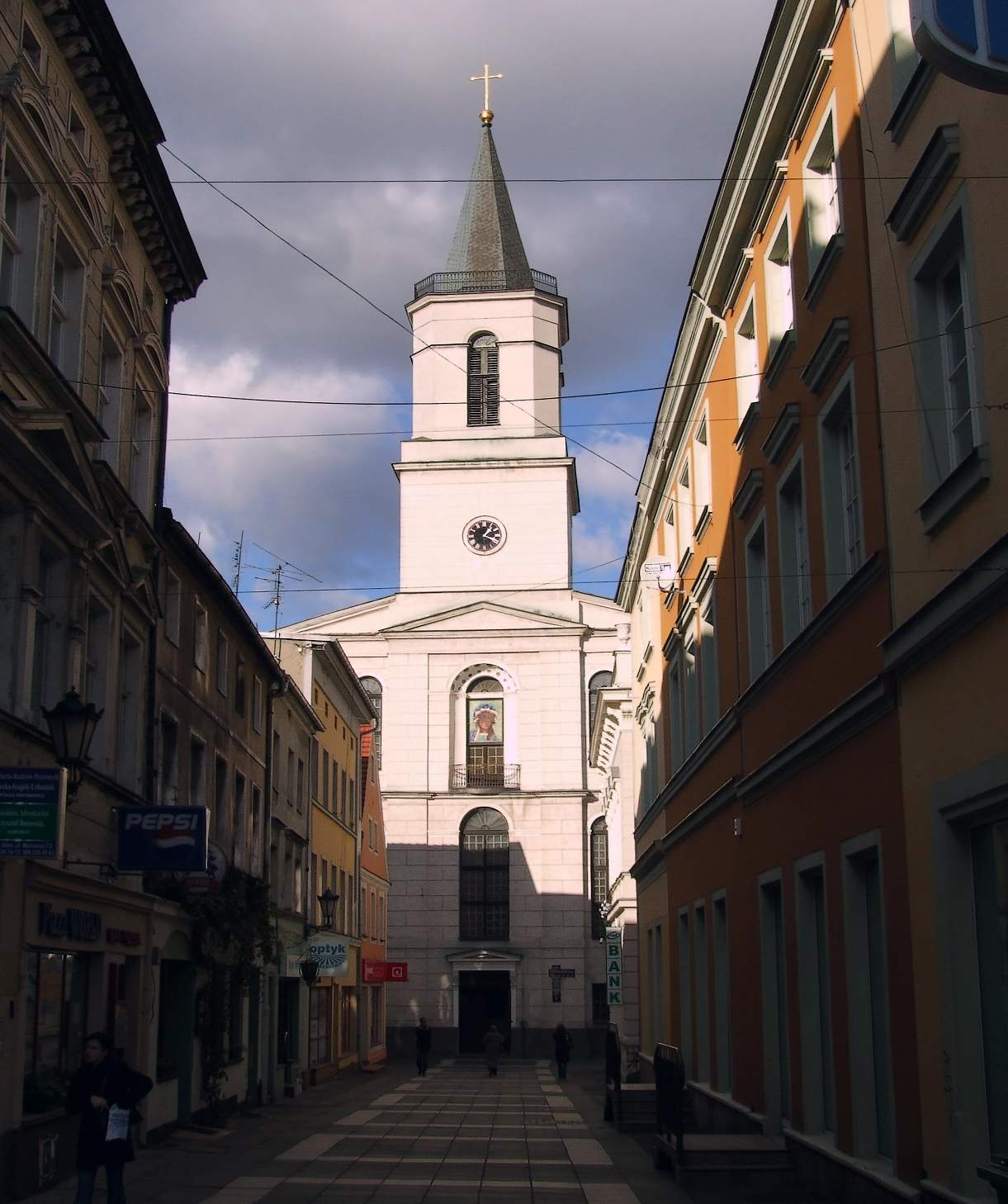
ulica Mariacka

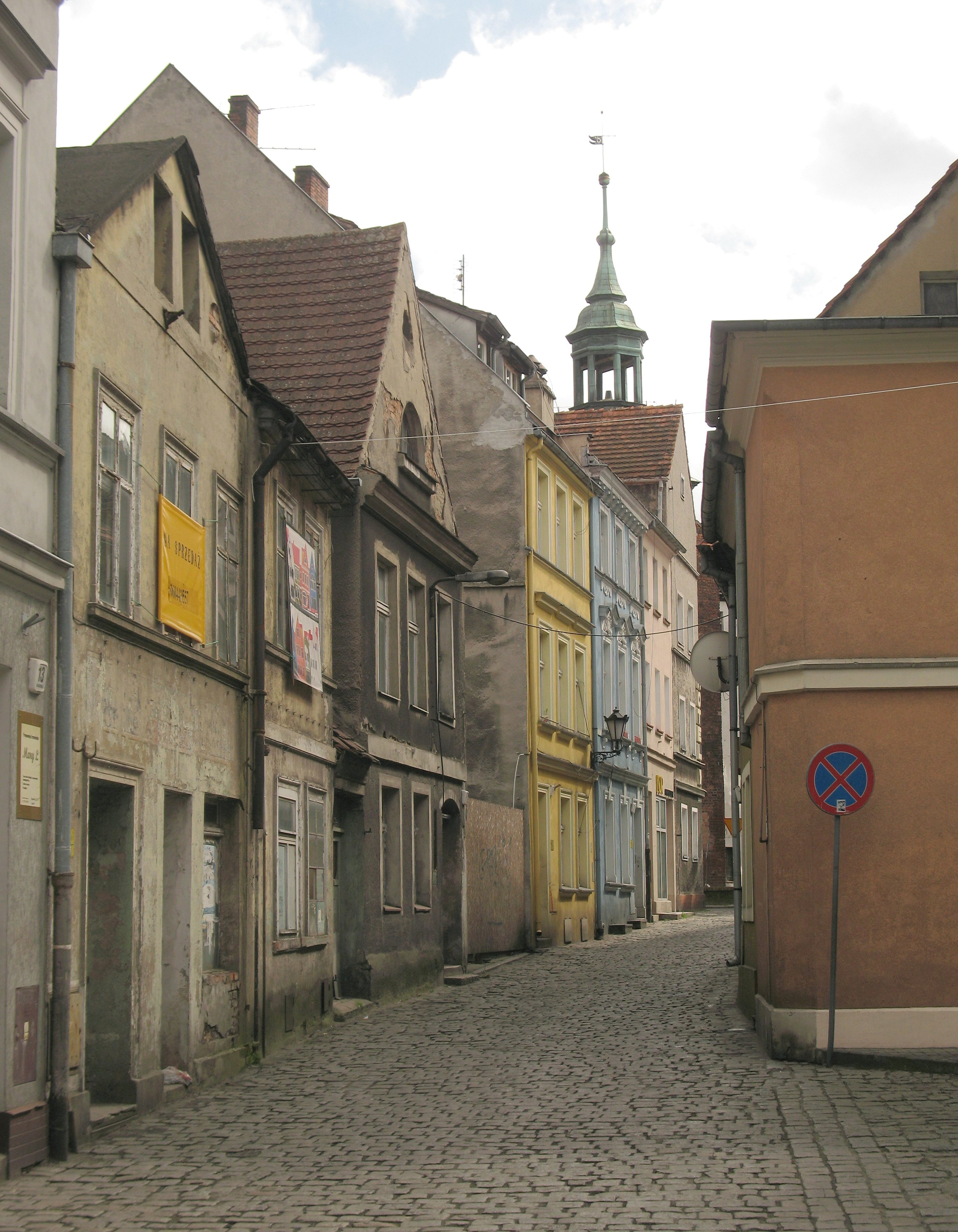
ulica Masarska

- Madalińskiego, Generała (28 września 1970)
- Magnacka (26 lutego 2002)
- Mahoniowa (25 czerwca 2002)
- 1 Maja (1945) – An der Lattwiese, Lattwiese. Odnotowana w dokumentach miejskich w 1723 r.
- 30 Maja 1960 r. (6 grudnia 2000). Ulica jest deptakiem.
- Makowa (30 marca 1962)
- Malczewskiego, Jacka (22 maja 1980)
- Malinowa (30 marca 1962)
- Mała (7 marca 1957)
- Mariacka (1945) – Munsch. Istnieje od XVII w. Kirchgasse, Kleine Kirchstraße. Ulica jest deptakiem.
- Marzęcin (31 marca 2015)[16]
- Masarska (1945) – Fleischergasse, Fleischerstraße (od 12 sierpnia 1850). Istnieje od 1785 r.
- Matejki, Jana (1945) – Züllichauer Straße (12 sierpnia 1850) (Züllichau – niemiecka nazwa Sulechowa), Eckenerstraße, ul. Matejki do 1957. Odcinek ulicy pomiędzy właściwym placem a ulicą Podgórną w okresie 23 października 1990 – 9 stycznia 1991 nosił nazwę Kocia. – obecnie nie istnieje
- Mazepy (28 września 1970)
- Mechaników (16 kwietnia 1987)
- Melpomeny (28 maja 2002)
- Michalskiego, Ks. Kazimierza (23 kwietnia 2011)
- Michałowskiego, Piotra (22 maja 1980)
- Mickiewicza, Adama (1945) – Munschgassel, Grosse Kirchstraße. Ulica na odcinku od ulicy Lisowskiego do placu przy kościele św. Jadwigi jest deptakiem.
- Mieczykowa (29 czerwca 1979)
- Mieszka I (28 listopada 1957)
- Międzyrzecka (14 lutego 2006)
- Migdałowa (11 marca 1997)
- Miła (22 kwietnia 1976) Istniała ulica o tej samej nazwie (18.12.1958 – 22.04.1976) na osiedlu Braniborskim; uchwałą przeniesiono nazwę.
- Miodowa (1945) – Hedwigstraße
- Misia Uszatka (7 października 1996)
- Młynarska – An der Plankmuhle – (11.09.1967)
- Młyńska (1945) – An der Malmuhle. XVIII w. – młyn słodowy, An der Malzmuhle
- Modra (25 czerwca 2002)
- Modrzewiowa (22 maja 1980)
- Mokra (30 marca 1962)
- Moniuszki, Stanisława (27 kwietnia 1954) – Hospitalgasse, Hospitalstraße (od 12 sierpnia 1850), Direktor-Reader-Straße, Szpitalna, I. Daszyńskiego (1946)
- Monte Cassino (1 lutego 1991) – gen. F. Jóźwiaka (14 października 1974)
- Morelowa (1945) – Nabotweg, Winnica „Nabot” (biblijny winiarz)
- Mostowa (7 marca 1957) – obecnie nie istnieje
- Morwowa (1945) – Maulbeeralee (aleja morwowa)
- Mrągowska (11 października 2003)

### N
- Nad Łąkami (1945) – Wiesenweg
- Naftowa (11 września 1967)
- Nagietkowa (29 czerwca 1979)
- Narutowicza, Gabriela (25 czerwca 2002)
- Nasza (27 marca 2001)
- Niebieska (25 czerwca 2002)
- Niecała (1945) – Am Gruner Zipfel
- Niemena, Czesława (23 kwietnia 2011)
- Nike (28 maja 2002)
- Nobla, Alfreda (25 czerwca 2002)
- Nowa (1945) – Drenkauer Straße. Drentkau – niemiecka nazwa Drzonkowa. XVIII w. droga do Drzonkowa.
- Nowojędrzychowska (30 października 2000)
- Nowy Kisielin-Bobrzańska (25 września 2018)
- Nowy Kisielin-Brzozowa (31 marca 2015)[16]
- Nowy Kisielin-Bukowa (31 marca 2015)[16]
- Nowy Kisielin-Cedrowa (31 marca 2015)[16]
- Nowy Kisielin-Cisowa (31 marca 2015)[16]
- Nowy Kisielin-Dębowa (31 marca 2015)[16]
- Nowy Kisielin-Dolna (31 marca 2015)[16]
- Nowy Kisielin-Grabowa (31 marca 2015)[16]
- Nowy Kisielin-Grysowa (31 marca 2015)[16]
- Nowy Kisielin-Innowacyjna (30 stycznia 2018)
- Nowy Kisielin-Jaworowa (29 stycznia 2019)
- Nowy Kisielin-Jesionowa (31 marca 2015)[16]
- Nowy Kisielin-Kasztanowa (31 marca 2015)[16]
- Nowy Kisielin-Klonowa (31 marca 2015)[16]
- Nowy Kisielin-Kolejowa (31 marca 2015)[16]
- Nowy Kisielin-Kościelna (31 marca 2015)[16]
- Nowy Kisielin-Krótka (31 marca 2015)[16]
- Nowy Kisielin-Leśna (31 marca 2015)[16]
- Nowy Kisieli-Łąkowa (31 marca 2015)[16]
- Nowy Kisielin-Modrzewiowa (31 marca 2015)[16]
- Nowy Kisielin-Naukowa (27 września 2016)
- Nowy Kisielin-Nowa (31 marca 2015)[16]
- Nowy Kisielin-Pałacowa (31 marca 2015)[16]
- Nowy Kisielin-Piaskowa (31 marca 2015)[16]
- Nowy Kisielin-Podgórna (31 marca 2015)[16]
- Nowy Kisielin-Polna (31 marca 2015)[16]
- Nowy Kisielin-Rozwojowa (27 czerwca 2017)
- Nowy Kisielin-Sosnowa (31 marca 2015)[16]
- Nowy Kisielin-Spokojna (31 marca 2015)[16]
- Nowy Kisielin-Strumykowa (31 marca 2015)[16]
- Nowy Kisielin-A. Syrkiewicza (31 marca 2015)[16]
- Nowy Kisielin-Świerkowa (31 marca 2015)[16]
- Nowy Kisielin-Technologiczna (31 marca 2015)[16]
- Nowy Kisielin-Topolowa (31 marca 2015)[16]
- Nowy Kisielin-Ukryta (26 czerwca 2018)
- Nowy Kisielin-A. Wysockiego (31 marca 2015)[16]

### O
- Objazdowa (7 marca 1957)
- Obwodnica północno-zachodnia
- Obwodnica wschodnia
- Obywatelska (28 listopada 1957)
- Ochla-Agrestowa (31 marca 2015)[16]
- Ochla-Akacjowa (31 marca 2015)[16]
- Ochla-Astrowa (29 listopada 2022)
- Ochla-Bakaliowa (1 marca 2022)
- Ochla-Bazyliowa (29 sierpnia 2023)
- Ochla-Bażantowa (31 marca 2015)[16]
- Ochla-Beztroska (1 marca 2022)
- Ochla-Bociania (31 marca 2015)[16]
- Ochla-Brzoskwiniowa (23 lutego 2021)
- Ochla-Brzozowa (31 marca 2015)[16]
- Ochla-Bukowa(31 marca 2015)[16]
- Ochla-Chabrowa (31 marca 2015)[16]
- Ochla-Czeremchowa (31 marca 2015)[16]
- Ochla-Czereśniowa (31 marca 2015)[16]
- Ochla-Daglezjowa (23 lutego 2021)
- Ochla-Daktylowa (31 marca 2015)[16]
- Ochla-Daleka (28 marca 2023)
- Ochla-Deszczowa (29 sierpnia 2017)
- Ochla-Dębowa (31 marca 2015)[16]
- Ochla-Dębowa Polana (31 marca 2015)[16]
- Ochla-Działkowa (31 marca 2015)[16]
- Ochla-Dzika (31 marca 2015)[16]
- Ochla-Dzikiej Róży (23 lutego 2021)
- Ochla-Dzwonkowa (29 listopada 2022)
- Ochla-Folklorystyczna (31 marca 2015)[16]
- Ochla-Franciszka Gaudyego (31 marca 2015)[16]
- Ochla-Górna (31 marca 2015)[16]
- Ochla-Grzybowa (31 marca 2015)[16]
- Ochla-Gwiaździsta (28 maja 2019)
- Ochla-Imbirowa (26 lutego 2019)
- Ochla-Jagodowa (31 marca 2015)[16]
- Ochla-Jaśminowa (31 marca 2015)[16]
- Ochla-Jelenia (31 marca 2015)[16]
- Ochla-Jutrzenki (28 września 2021)
- Ochla-Kaktusowa (31 marca 2015)[16]
- Ochla-Kalinowa (31 marca 2015)[16]
- Ochla-Kasjopei (30 listopada 2021)
- Ochla-Kasztanowa (31 marca 2015)[16]
- Ochla-Klimatyczna (27 stycznia 2017)
- Ochla-Klonowa (31 marca 2015)[16]
- Ochla-Marii Konopnickiej (31 marca 2015)[16]
- Ochla-Janusza Korczaka(31 marca 2015)[16]
- Ochla-Kożuchowska (31 marca 2015)[16]
- Ochla-J. I. Kraszewskiego (31 marca 2015)[16]
- Ochla-Kręta (31 marca 2015)[16]
- Ochla-Krótka (31 marca 2015)[16]
- Ochla-Księżycowa (28 maja 2019)
- Ochla-Janusza Kusocińskiego (31 marca 2015)[16]
- Ochla-Kwiatowa (31 marca 2015)[16]
- Ochla-Leśna (31 marca 2015)[16]
- Ochla-Lipowa (31 marca 2015)[16]
- Ochla-Lisia (31 marca 2015)[16]
- Ochla-Henryka Łasaka (31 marca 2015)[16]
- Ochla-Łąkowa(31 marca 2015)[16]
- Ochla-3 Maja(31 marca 2015)[16]
- Ochla-Makowa (31 marca 2015)[16]
- Ochla-Kornela Makuszyńskiego (31 marca 2015)[16]
- Ochla-Malinowa (31 marca 2015)[16]
- Ochla-Bernda Mixdorfa (31 marca 2015)[16]
- Ochla-Młyńska (31 marca 2015)[16]
- Ochla-Morelowa (31 marca 2015)[16]
- Ochla-Muzealna (31 marca 2015)[16]
- Ochla-Niedźwiedzia (31 marca 2015)[16]
- Ochla-Oazowa (31 marca 2015)[16]
- Ochla-Ogrodnicza (31 marca 2015)[16]
- Ochla-Olchowa (31 marca 2015)[16]
- Ochla-osiedle Dworskie(31 marca 2015)[16]
- Ochla-Osiedlowa (31 marca 2015)[16]
- Ochla-Palmowa (31 marca 2015)[16]
- Ochla-Pl. B. Błyskoszowej (31 marca 2015)[16]
- Ochla-Porannej Rosy (29 listopada 2016)
- Ochla-Porzeczkowa (31 marca 2015)[16]
- Ochla-Prosta (31 marca 2015)[16]
- Ochla-Prostopadła (24 września 2024)
- Ochla-Poziomkowa (31 marca 2015)[16]
- Ochla-Przyleśna (31 marca 2015)[16]
- Ochla-Pustynna (31 marca 2015)[16]
- Ochla-Sadowa (31 marca 2015)[16]
- Ochla-Sarnia (31 marca 2015)[16]
- Ochla-Henryka Sienkiewicza (31 marca 2015)[16]
- Ochla-Słoneczna (31 marca 2015)[16]
- Ochla-Alfreda Smoczyka(31 marca 2015)[16]
- Ochla-Sokola (31 marca 2015)[16]
- Ochla-Sosnowa (31 marca 2015)[16]
- Ochla-Sportowa (31 marca 2015)[16]
- Ochla-Feliksa Stamma (31 marca 2015)[16]
- Ochla-Stepowa (31 marca 2015)[16]
- Ochla-Stroma (31 marca 2015)[16]
- Ochla-Strumykowa (31 marca 2015)[16]
- Ochla-Strzelecka (31 marca 2015)[16]
- Ochla-Szczęśliwa (27 marca 2018)
- Ochla-Szkolna (31 marca 2015)[16]
- Ochla-Św. Huberta (31 marca 2015)[16]
- Ochla-Św. Jadwigi Śląskiej (31 marca 2015)[16]
- Ochla-Tenisowa- (31 marca 2015)[16]
- Ochla-Ks. Wł. Terlikowskiego (31 marca 2015)[16]
- Ochla-Topolowa (31 marca 2015)[16]
- Ochla-Truskawkowa (31 marca 2015)[16]
- Ochla-Juliana Tuwima (31 marca 2015)[16]
- Ochla-Wieczorna (24 września 2024)
- Ochla-Wierzbowa (31 marca 2015)[16]
- Ochla-Wilcza (31 marca 2015)[16]
- Ochla-Winogronowa (27 marca 2018)
- Ochla-Wiśniowa (31 marca 2015)[16]
- Ochla-Wrzosowa (31 marca 2015)[16]
- Ochla-Wspólna (31 marca 2015)[16]
- Ochla-Wygodna (26 października 2021)
- Ochla-Zacisze (31 marca 2015)[16]
- Ochla-Zawilcowa (31 marca 2015)[16]
- Ochla-Zielonogórska (31 marca 2015)[16]
- Ochla-Żagańska (31 marca 2015)[16]
- Ochla-Żurawia (31 marca 2015)[16]
- Ogrodowa (1945) – Gartenstraße[17]
- Okrężna
- Okulickiego, Leopolda (1 lutego 1991) – Hanki Sawickiej (13 stycznia 1969), Generała Okulickiego.
- Olbrychta, Tadeusza (7 września 1981)
- Olchowa (1945) – Am Erlbusch, Erlbusch Siedlung
- Olecka (od 11 października 2003 do 1 maja 2008) – obecnie nie istnieje
- Oliwkowa (25 czerwca 2002)
- Olszewskiego, Karola (25 czerwca 2002)
- Olsztyńska (11 października 2003)
- Orkana, Władysława (21 marca 1984)
- Orla (16 listopada 1966)
- Orzechowa (30 marca 1962)
- Osadnicza (1945) – Mittelweg
- Osiedle Kaszubskie (22 września(31 marca 2015)[16]a 1986)
- Osiedle Mazurskie (22 września 1986)
- Osiedle Pomorskie (22 września 1986)
- Osiedle Robotnicze (1945) – Kriegersiedlung
- Osiedle Śląskie (22 września 1986)
- Osiedle Warmińskie (22 września 1986)
- Osiedle Wygoda (1945) – Steingartensiedlung
- Osiedlowa (18 grudnia 1958)
- Ostródzka (od 11 października 2003 do 1 maja 2008) – obecnie nie istnieje
- Owocowa (1945) – Fruchtstraße

### P
- Parkowa (1945) – Parkweg

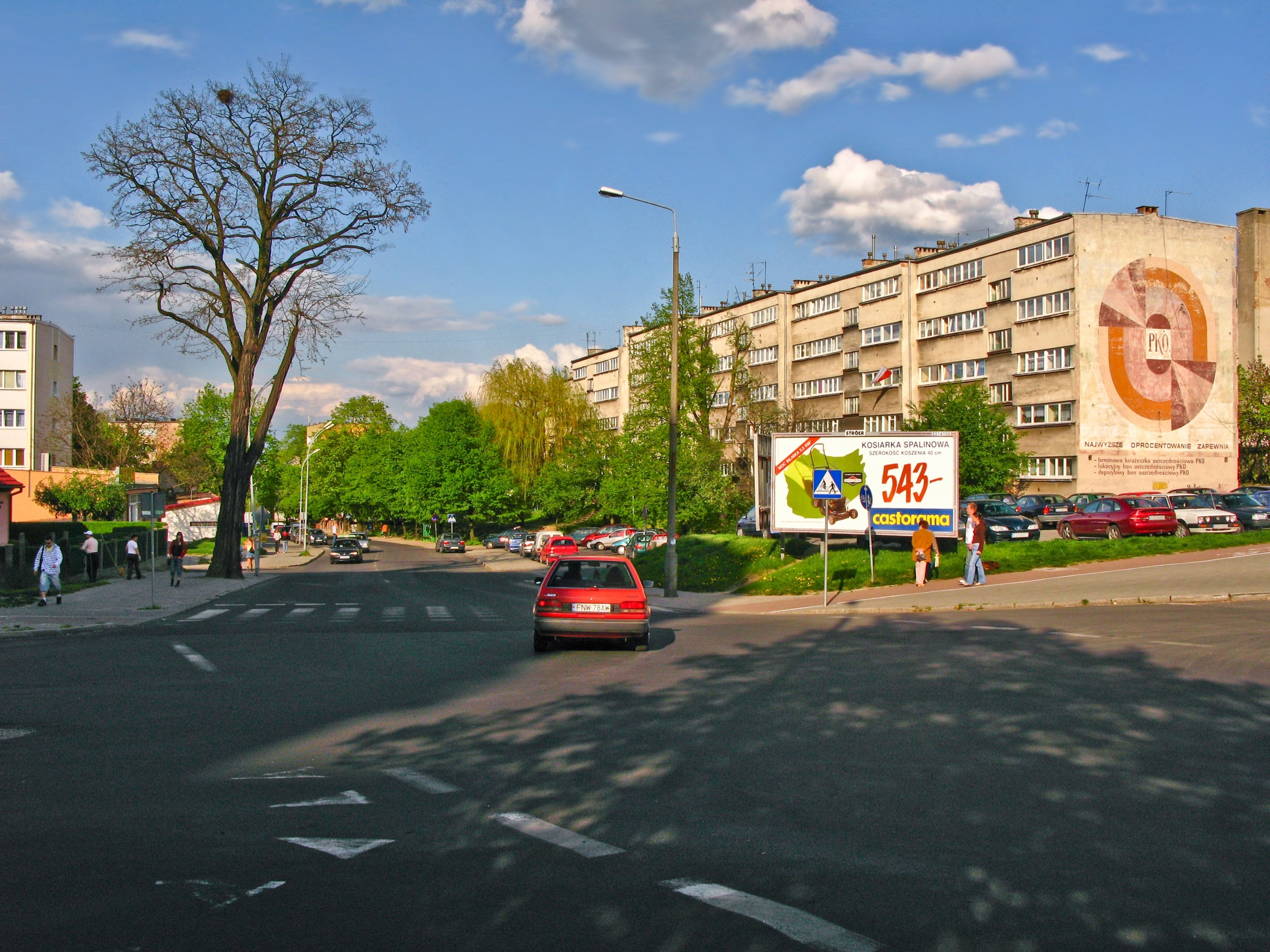
ulica Ptasia

- Park Winny – istniała w 1946 roku, łączyła tereny Zastalu z ulicą Źródlaną
- Partyzantów (28 czerwca 1960) – Hohlweg, Wąska
- Pastelowa (25 czerwca 2002)
- Pawia (16 listopada 1966)
- Perłowa (1 lipca 1996)
- Piaskowa (1945) – Sandstraße
- Piastowska (1945) – Piasten. W 1945 r. włączono Friedrichsweg
- Pieniężnego, dr (1 lutego 1991) – Neustadtstraße, Nowomiejska, A. Warskiego (18 grudnia 1958). Pierwotnie przebiegała aż do ulicy Chopina; w latach 1957−1958 odcinek ten włączono do ulicy Westerplatte
- Piesza (20 czerwca 1949)
- Piękna (1945) – Denkmalweg
- Pileckiego, Pułkownika Witolda  (19 lutego 2014)
- Piłkarzy (30 sierpnia 2022)
- Pinokia (25 czerwca 2002)
- Pionierów Zielonej Góry (18 marca 1978)
- Piotrusia Pana (8 kwietnia 2006)
- Pistacjowa (25 czerwca 2002)
- Piwna (1945) – Brauereiweg
- Plac Drzewny (Rynek Drzewny) – Holzmarkt. Dzisiaj pod tą nazwą nie występuje żaden plac. Dawniej środkowa część wykształconej na przełomie XVII i XVIII wieku ulicy Drzewnej. Znajdował się u zbiegu dzisiejszych ulic Ciesielskiej i Sowińskiego. Skupiał się tu handel drewnem, ponadto na nim znajdowała się miejska szubienica[18]. W latach 1652–1669 wykonywano na nim wyroki w procesach czarownic skazanych na spalenie[19]. Na Placu Drzewnym 9 stycznia 1654 roku spłonęła oskarżona 25 września 1652 roku o czary pierwsza ofiara – Katarzyna Funke; wdowa po zielonogórskim mistrzu łaziebnym Marcinie. Ostatnia ofiara inkwizycji, a zarazem jedyna płci męskiej spłonęła 10 czerwca 1696 roku. Był nią niejaki Krzysztof Kirszke z Przylepu. Rocznie na stosach płonęło kilkadziesiąt osób i tak przykładowo w 1663 – 23, w 1664 – 39, a w 1665 – 11[potrzebny przypis].
- Plac Bohaterów (1945) – Kaiser-Wilhelm-Platz, Freiheitsplatz, Hindenburgplatz. Wytyczony pod koniec XIX wieku otrzymał nazwę Kaiser-Wilhelm-Platz. W 1894 roku w jego centrum umieszczono pomnik cesarza Wilhelma. Podczas I wojny światowej pomnik rozebrano w ramach pozyskiwania metali kolorowych dla potrzeb wojska. Po zakończeniu II wojny światowej na placu odsłonięto pomnik Wdzięczności, poświęcony poległym w czasie wojny żołnierzom radzieckim. Pomnik otaczał cmentarz, na który w latach 1947-1949 przeniesiono ekshumowane zwłoki 209 żołnierzy radzieckich poległych na terenie byłego powiatu zielonogórskiego w Bojadłach, Kiełpinie, Kolsku, Konotopie, Raculi i innych miejscowościach oraz pojedyncze mogiły żołnierzy poległych w Zielonej Górze i okolicy. Cmentarz przetrwał do 1953 roku. Wtedy jednej nocy ekshumowano szczątki wszystkich żołnierzy radzieckich i przeniesiono na cmentarz wojskowy w Gorzowie Wielkopolskim. Pomnik rozebrano w 1965 roku i zastąpiono pomnikiem Bohaterów II wojny światowej według projektu Anny Krzymańskiej. Obok pomnika znajduje się płyta pamiątkowa. Pod koniec lat dziewięćdziesiątych pomnik uzupełniono o wizerunek orła. Przy południowo-zachodniej pierzei placu zlokalizowany jest kościół augsbursko-ewangelicki. Na placu rośnie zarejestrowany pomnik przyrody – dąb.
- Plac Kolejarza (27 kwietnia 1954) – Adolf-Hitler-Platz, Plac Marszałka Roli-Żymierskiego – obecnie nie istnieje
- Plac Korczakowców (5 listopada 2011)
- Plac Lazarowicza, majora Adama (22 marca 2013)
- Plac Makusynów (25 maja 2010)
- Plac Jana Matejki (1957) – wcześniej od 1945 jako ulica Jana Matejki.
- Plac Marszałka Józefa Piłsudskiego (16 sierpnia 1993)
- Plac ks. biskupa Wilhelma Pluty (26 lutego 2002)
- Plac Pocztowy (1 lutego 1991) – Neperring, Topfmarkt, Postplatz, Plac Zgody, Plac Lenina. Odnotowany w dokumentach miejskich z 1686-1690
- Plac Powstańców Wielkopolskich (18 lutego 1958) – Glasserplatz (18 stycznia 1879), Plac Wielkopolski. Na planie Bittnera – „Reitplatz"
- Plac Praw Kobiet (27 kwietnia 2021)
- Plac Słowiański (1945) – Neumarkt, Horst-Wessel-Platz. Na dzisiejszym placu w 1588 roku wybudowano ewangelicki kościół pw. św. Trójcy (zwany także kościołem polskim – Polnische Kirche). Pierwszym jego pastorem był Jan Ramicki. W 1809 roku z uwagi na zły stan techniczny budynek kościoła rozebrano. Obok kościoła do 1814 funkcjonował cmentarz. W 1835 na miejscu cmentarza wytyczono plac targowy nazwany Nowym Rynkiem. Pod koniec XIX wieku przy Resursie (dzisiejszej siedzibie Zachodniej Wyższej Szkoły Handlu i Finansów im. Jana Pawła II w Zielonej Górze) funkcjonował targ ziemniaczany. Resursę wybudowało w 1826 roku stowarzyszenie miejscowych kupców i przedsiębiorców; Ressourcen-Verein. W czasach hitlerowskich plac nosił nazwę Horst-Wessel-Platz od nazwiska zastrzelonego idola Hitlerjugend.
- Plac Teatralny (30 sierpnia 2022)
- Plater, Emilii (1945) – Otto-Julius-Bierbaum-Weg
- Platynowa (25 czerwca 2002)
- Plonowa (15 stycznia 2016)
- Pod Filarami (21 lutego 1991) – Poststraße, Pocztowa, Karola Marksa (16 lutego 1949). Ulica jest deptakiem.
- Pod Topolami (1 lutego 1991)
- Podbipięty (28 września 1993)
- Podgórna (1945) – Polnisch-Kesselstraße (Polnische Kessel – niemiecka nazwa Nowego Kisielina), Altkesselstraße (Altkessel – niemiecka nazwa Starego Kisielina). W latach 1920–1924 utworzono część ulicy do ulicy Wrocławskiej (obecnie – górny odcinek Kupieckiej); w latach powojennych ten odcinek ulicy nazywał się Stolarską, a następnie do 1 lutego 1991 Krajowej Rady Narodowej, Kocia; obecnie jest to fragment Placu Matejki. Po wojnie wydzielono też wschodni fragment drogi, który nazwano – nawiązując do nazwy przedwojennej – Szosą Kisielińską.
- Podwójna (30 marca 1962)
- Polanka (5 grudnia 1997)
- Polna (1945) – Feldstraße
- Połaniecka (28 września 1970)
- Pomarańczowa (25 czerwca 2002)
- Poniatowskiego, Józefa (1945) – Gneisenaustraße
- Popielata (25 czerwca 2002)
- Porcelanowa (26 lutego 2002)
- Porzeczkowa (27 czerwca 1957) 14 grudnia 1985 utrzymano starą nazwę w nowym przebiegu
- Posejdona (28 maja 2002)
- Potokowa (26 lutego 2002)
- Powstańców Warszawy (29 czerwca 1973)
- Poziomkowa (1977)
- Poznańska (30 marca 1962)
- Probostwo – Probsteiweg – większość ulicy została zabudowana w trakcie budowy ulic Bolesława Krzywoustego i Mieszka I; pozostała część stanowi ulicę Kołłątaja
- Prosta (27 czerwca 1957)
- Przecznica (28 grudnia 1958)
- Przemysłowa (1945) – Kleine Fabrikstraße
- Przewalskiego (22 września 1986)
- Przy Gazowni (1946) – An der Gasanstalt
- Przylep-Akacjowa (31 marca 2015)[16]
- Przylep-Berlińska (29 maja 2018)
- Przylep-Czereśniowa (31 marca 2015)[16]
- Przylep-Dojazdowa (31 marca 2015)[16]
- Przylep-Działkowa (31 marca 2015)[16]
- Przylep-Gronowa (31 marca 2015)[16]
- Przylep-Handlowa (31 marca 2015)[16]
- Przylep-Hetmańska (31 marca 2015)[16]
- Przylep-Husarska (31 marca 2015)[16]
- Przylep-Karmelowa (26 listopada 2019)
- Przylep-Kokosowa (31 marca 2015)[16]
- Przylep-Kolejowa (31 marca 2015)[16]
- Przylep-Kolista (31 marca 2015)[16]
- Przylep-Kosowa (31 marca 2015)[16]
- Przylep-Lawendowa (31 marca 2015)[16]
- Przylep-Leszczynowa (31 marca 2015)[16]
- Przylep-Leśna (31 marca 2015)[16]
- Przylep-Lotnicza (31 marca 2015)[16]
- Przylep-Łąkowa (31 marca 2015)[16]
- Przylep-8 Maja (13 grudnia 2017) – 9 Maja-Przylep (31 marca 2015)[16]
- Przylep-Malinowa (31 marca 2015)[16]
- Przylep-Marcepanowa (26 listopada 2019)
- Przylep-Morelowa (31 marca 2015)[16]
- Przylep-Ogrodnicza (31 marca 2015)[16]
- Przylep-Orzechowa (31 marca 2015)[16]
- Przylep-Osiedlowa (31 marca 2015)[16]
- Przylep-Pilotów (31 marca 2015)[16]
- Przylep-Józefa Piłsudskiego (31 marca 2015)[16]
- Przylep-Podgórna (31 marca 2015)[16]
- Przylep-Polna (31 marca 2015)[16]
- Przylep-Potokowa (21 grudnia 2015)
- Przylep-Praska (28 lutego 2023)
- Przylep-Robotnicza (31 marca 2015)[16]
- Przylep-Rycerska (31 marca 2015)[16]
- Przylep-Sadowa (31 marca 2015)[16]
- Przylep-Sezamkowa (24 stycznia 2023)
- Przylep-Skokowa (31 marca 2015)[16]
- Przylep-Solidarności (13 grudnia 2017) – Przylep-22 lipca (31 marca 2015)[16]
- Przylep-Sosnowa (31 marca 2015)[16]
- Przylep-Spokojna (31 marca 2015)[16]
- Przylep-Strażacka (31 marca 2015)[16]
- Przylep-Strumykowa (31 marca 2015)[16]
- Przylep-Szewska (31 marca 2015)[16]
- Przylep-Szybowcowa (31 marca 2015)[16]
- Przylep-Światowa (29 maja 2018)
- Przylep-Truflowa (26 listopada 2019)
- Przylep-Turystyczna (31 marca 2015)[16]
- Przylep-Warszawska (29 maja 2018)
- Przylep-Winna (31 marca 2015)[16]
- Przylep-Wiśniowa (31 marca 2015)[16]
- Przylep-Zakładowa (31 marca 2015)[16]
- Przylep-Zielona (31 marca 2015)[16]
- Przylep-Źródlana (31 marca 2015)[16]
- Przy Ujeżdżalni – An der Reitbahn (okolice placu przy Gazowni) – obecnie nie istnieje
- Przyleśna (7 października 1996)
- Przyrodnicza (25 marca 2006)
- Pszczelarska (7.03.1957 – 1957)
- Pszenna (29 czerwca 1973)
- Ptasia (1945) – Meisebergweg
- Pucka (2 maja 2014)
- Pułaskiego – Zietenstraße – ulica uległa likwidacji podczas budowy Osiedla Słonecznego
- Purpurowa (2 sierpnia 2003)

### R
- Racławicka (13 stycznia 1969)

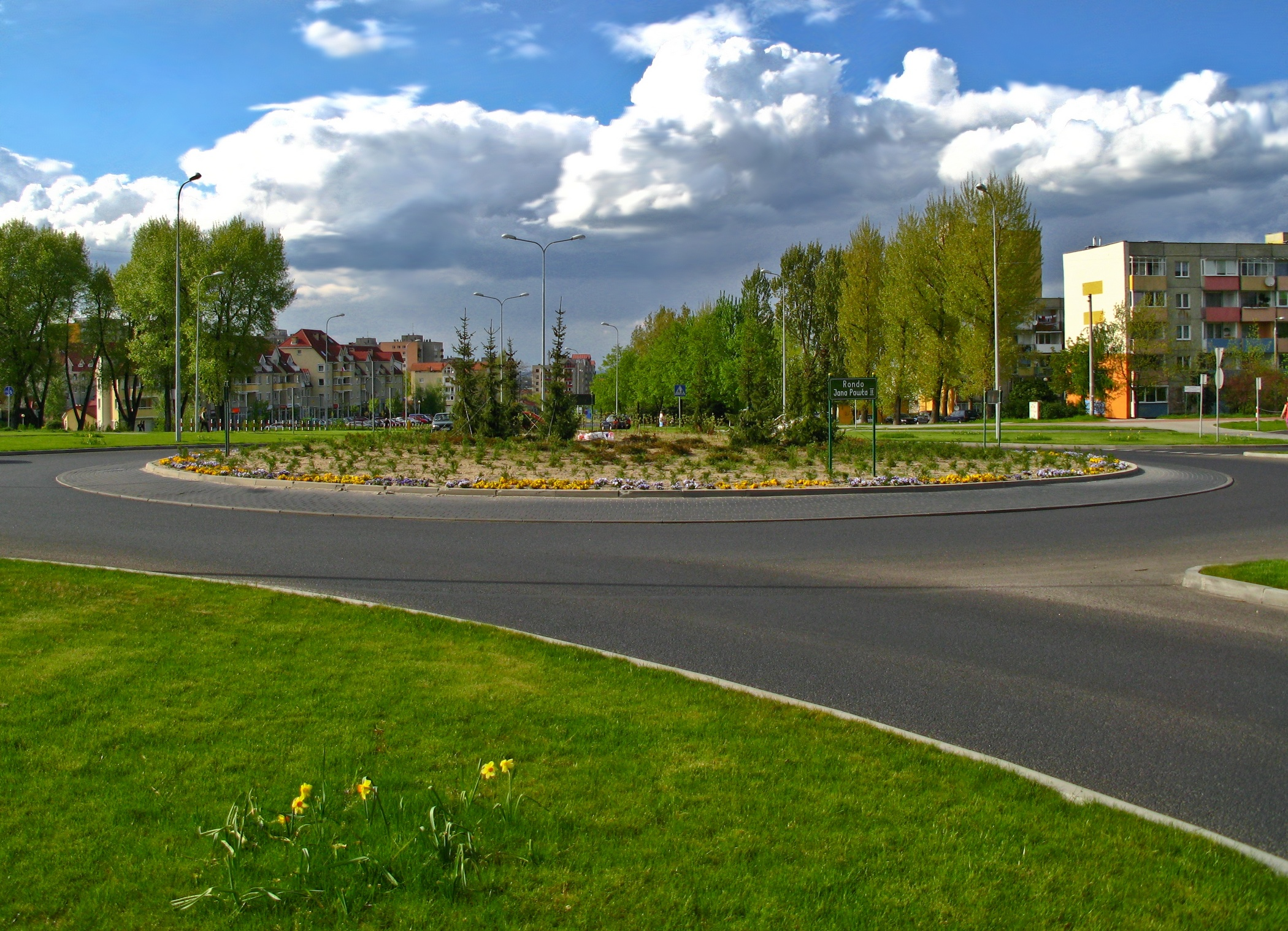
Rondo św. Jana Pawła II

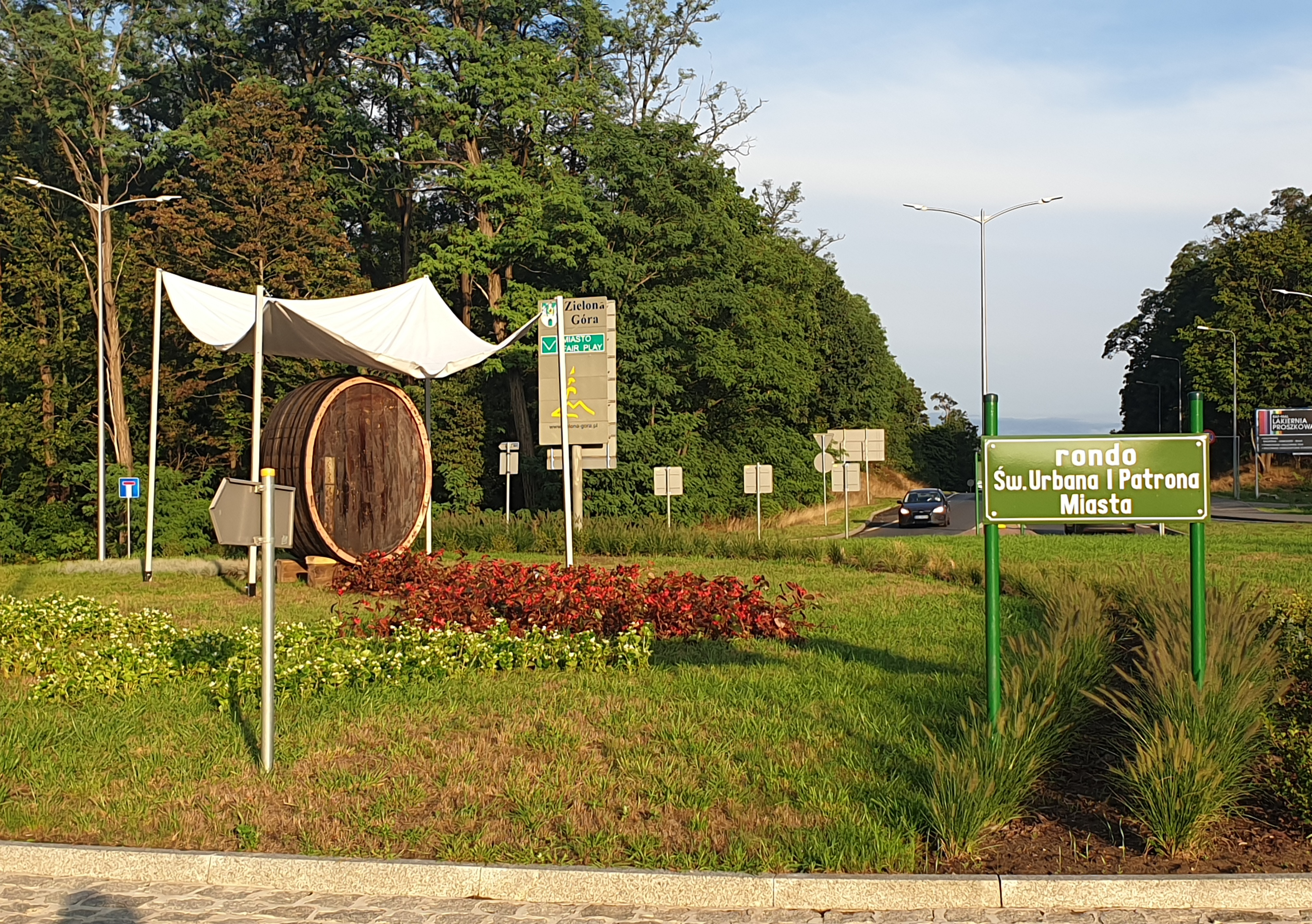
Rondo św. Urbana I – Patrona Miasta

- Racula-Michała Anioła (31 marca 2015)[16]
- Racula-Bajeczna (30 marca 2021)
- Racula-Jakuba Bojka (31 marca 2015)[16]
- Racula-Ciepła (27 lutego 2018)
- Racula-Jędrzeja Cierniaka (31 marca 2015)[16]
- Racula-Czereśniowa (31 marca 2015)[16]
- Racula-Dębowa (31 marca 2015)[16]
- Racula-Drzonkowska (31 marca 2015)[16]
- Racula-Ksawerego Dunikowskiego  (31 marca 2015)[16]
- Racula-Dzieci Wrzesińskich (31 marca 2015)[16]
- Racula-M.Gierymskiego (31 marca 2015)[16]
- Racula-Głogowska (31 marca 2015)[16]
- Racula-Grabowa (31 marca 2015)[16]
- Racula-Groszkowa (31 marca 2015)[16]
- Racula-Hortensji (31 marca 2015)[16]
- Racula-Jabłonowa (31 marca 2015)[16]
- Racula-Jaśminowa (31 marca 2015)[16]
- Racula-Kalinowa (31 marca 2015)[16]
- Racula-Kamieniecka (31 marca 2015)[16]
- Racula-Mieczysława Karłowicza(31 marca 2015)[16]
- Racula-Klonowa (31 marca 2015)[16]
- Racula-Janusza Korczaka (31 marca 2015)[16]
- Racula-Ireny Kosmowskiej (31 marca 2015)[16]
- Racula-Ku Słońcu (31 marca 2015)[16]
- Racula-Leszczynowa (31 marca 2015)[16]
- Racula-Leśna (31 marca 2015)[16]
- Racula-Liliowa (31 marca 2015)[16]
- Racula-Karola Lipińskiego (31 marca 2015)[16]
- Racula-11 listopada (31 marca 2015)[16]
- Racula-Litewska (31 marca 2015)[16]
- Racula-Lwowska (31 marca 2015)[16]
- Racula-Międzylesie (31 marca 2015)[16]
- Racula-Mirty (31 marca 2015)[16]
- Racula-Heleny Modrzejewskiej (31 marca 2015)[16]
- Racula-Modrzewiowa (31 marca 2015)[16]
- Racula-Myśliwska (31 marca 2015)[16]
- Racula-Oliwkowa (31 marca 2015)[16]
- Racula-Podleśna (31 marca 2015)[16]
- Racula-Podolska (31 marca 2015)[16]
- Racula-Polna (31 marca 2015)[16]
- Racula-Porzeczkowa (31 marca 2015)[16]
- Racula-Profesorska (31 marca 2015)[16]
- Racula-Macieja Rataja(31 marca 2015)[16]
- Racula-Im. Rodła (31 marca 2015)[16]
- Racula-Ruciana (31 marca 2015)[16]
- Racula-Lucjana Rydla (31 marca 2015)[16]
- Racula-Saperska (31 marca 2015)[16]
- Racula-Z. i I. Solarzów (31 marca 2015)[16]
- Racula-Studencka (31 marca 2015)[16]
- Racula-Szparagowa (31 marca 2015)[16]
- Racula-Śliwowa (31 marca 2015)[16]
- Racula-Św. Mikołaja (31 marca 2015)[16]
- Racula-Widokowa (31 marca 2015)[16]
- Racula-Wiejska(31 marca 2015)[16]
- Racula-Wierzbowa (31 marca 2015)[16]
- Racula-Wincentego Witosa(31 marca 2015)[16]
- Racula-Wołyńska(31 marca 2015)[16]
- Racula-Wspólna (31 marca 2015)[16]
- Racula-Zakole (31 marca 2015)[16]
- Racula-Mariana Załuckiego (31 marca 2015)[16]
- Racula-Zbarska (31 marca 2015)[16]
- Racula-Zielna (31 marca 2015)[16]
- Raculka (22 września 1986)
- Rajska (1946)
- Reja (1945) – Klietestraße
- Reszelska (od 11 października 2003 do 1 maja 2008) – obecnie nie istnieje
- Reymonta, Władysława (7 września 1981). Istniała ulica o tej nazwie dawniej Kapellen Straße zlikwidowana podczas przebudowy Placu Powstańców Wielkopolskich i budowy Alei Wojska Polskiego
- Rezedowa (29 czerwca 1979)
- Rolnicza (29 czerwca 1973)
- Rondo 11 Listopada (16 października 1997)
- Rondo Albina Bandurskiego  (2 sierpnia 2003)
- Rondo Stefana Batorego (15 kwietnia 1991)
- Rondo Błękitnych Kisielin (30 maja 2017)
- Rondo Anny Borchers (2 sierpnia 2003)
- Rondo Romana Dmowskiego (1 listopada 1995)
- Rondo Profesora Mariana Eckerta (27 października 2015)
- Rondo Klema Felchnerowskiego (2 sierpnia 2003)
- Rondo Tomasza Florkowskiego (15 stycznia 2013)
- Rondo Anny German (18 lipca 2013)
- Rondo Ks. Kanonika Edwarda Grudzieckiego (29 marca 2016)
- Rondo Ks. Prałata Konrada Herrmanna (29 stycznia 2019)
- Ronda Andrzeja Huszczy (25 lutego 2020)
- Rondo Podpułkownika pilota Edwarda Jaworskiego (15 kwietnia 2014)
- Rondo Michała Kaziowa (2 sierpnia 2003)
- Rondo Władysława Korcza (2 sierpnia 2003)
- Rondo Księżnej Doroty de Talleyrand-Périgord (25 sierpnia 2015)
- Rondo Haliny Lubicz (2 sierpnia 2003)
- Rondo Henryka Maćkowiaka (2 sierpnia 2003)
- Rondo Romana Mazurkiewicza (26 sierpnia 2014)
- Rondo Nauczycieli Tajnego Nauczania (22 listopada 2012)
- Rondo Orląt Lwowskich (29 marca 2016)
- Rondo im. Osadników Wojskowych 1 i 2 Armii WP (24 kwietnia 2016)
- Rondo Pamięci Ofiar Katynia (29 maja 2018)
- Rondo PCK (15 kwietnia 1991)
- Rondo Piastów Śląskich (10 czerwca 2006)
- Rondo Rady Europy (15 kwietnia 1999)
- Rondo Ireny Sendlerowej (31 maja 2016)
- Rondo Mariana Szpakowskiego (30 października 2018)
- Rondo św. Jana Pawła II (27 listopada 2017) – Rondo Jana Pawła II (15 kwietnia 1999)
- Rondo Św. Urbana I – Patrona Miasta (25 września 2018)
- Rondo Zesłańców Sybiru (10 czerwca 2006)
- Rondo ZZPM "ZASTAL" (26 marca 2024)
- Rowerzystów (30 sierpnia 2022)
- Różana (27 czerwca 1957) – Bergwerksiedlung
- Różowa (25 czerwca 2002)
- Róży Wiatrów (2 maja 2008)
- Rubinowa (1 lipca 1996)
- Ruczajowa (26 lutego 2002)
- Rumakowa (29 czerwca 1979)
- Rumiankowa
- Rusałki (8 listopada 2008)
- Rybacka (od 3 listopada 2003 do 1 maja 2008)
- Rydza-Śmigłego (1 lutego 1991) – gen. A. Waszkiewicza, Marszałka Rydza-Śmigłego.
- Rymarska (27 czerwca 1957)
- Rzeczna – Maugschtgasse – istniała w 1945 roku, zlikwidowana w wyniku zmiany układu ulic pomiędzy ulicą Batorego a Zastalem
- Rzemieślnicza (7 września 1981)
- Rzepakowa (29 czerwca 1973)
- Rzeźniczka, Franciszka (28 czerwca 1991)

### S
- Salomei (14 października 1974)
- Sasankowa (29 czerwca 1979)
- Seledynowa (25 czerwca 2002)
- Siatkarzy (30 sierpnia 2022)

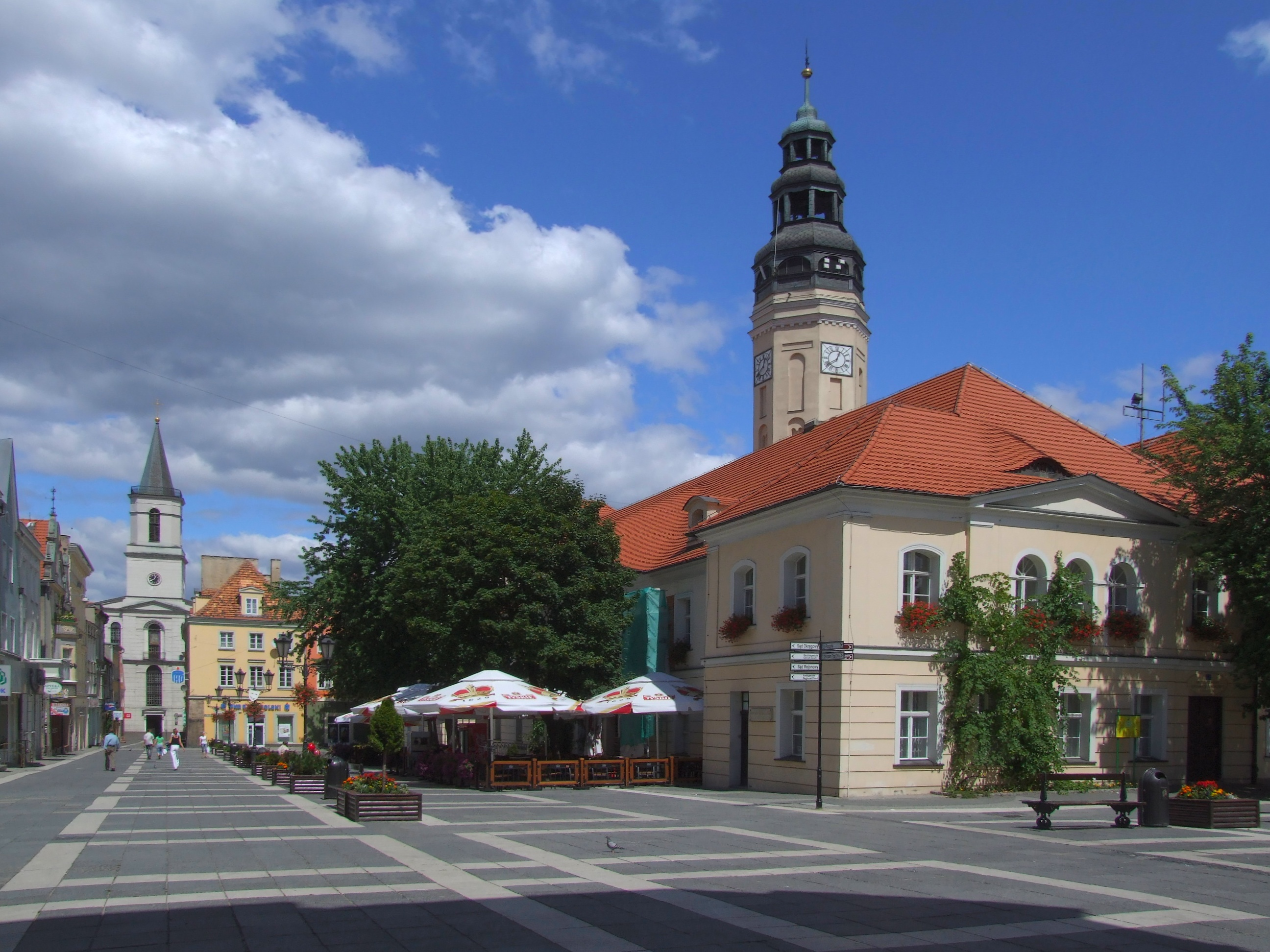
Stary Rynek

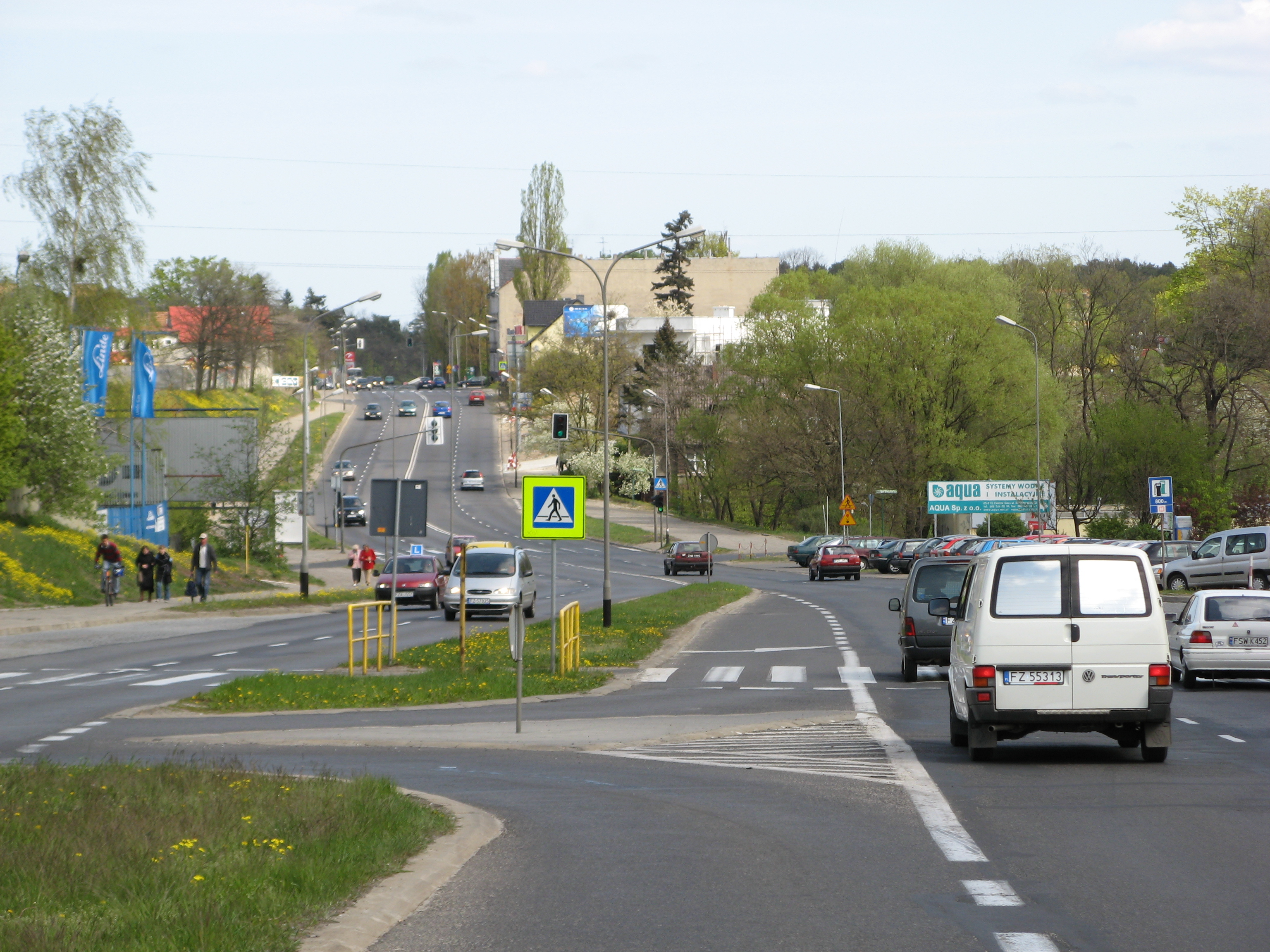
ulica Sulechowska

- Siemiradzkiego, Henryka (1945) – Forsterweg
- Sienkiewicza, Henryka (1945) – Grosse Bergstraße
- Sierpińskiego, Wacława (25 czerwca 2002)
- Siewna (15 stycznia 2016)
- Sikorskiego, Generała Władysława (11 lutego 1947) – Auf dem Sand, Breite Gasse, Breite Straße, S.A.-Straße, Szeroka. Wymieniona w latach 1686-1690. Pierwotnie tylko część obecnej ulicy dochodziła do miejsca, w którym łączy się z ulicą Tylną. W XIX wieku dołączono ulicę Heinerdorfer Straße. Heinersdorf – niemiecka nazwa Jędrzychowa. Na planie z 1896 roku oznaczono przy niej Grunzeugmarkt i Fleischermarkt. Pod koniec XIX wieku funkcjonowały przy niej także targi mączny
- Siwa (25 czerwca 2002)
- Skarbowa – Hundenburgstraße – istniała w 1946 roku (22.04.1976)
- Skargi, Piotra (1945) – Lunzengasse, Adlergasse, Adlerstraße (od 13 sierpnia 1850). Występuje na planie Butnera z 1790 roku
- Skierki (13 stycznia 1969)
- Składowa (27 czerwca 1957)
- Skłodowskiej-Curie, Marii (7 września 1981)
- Skrajna (28 czerwca 1960) – Hohlweg, Wąska.
- Skrzetuskiego (28 września 1993)
- Skwer Kresowy (27 sierpnia 2024)
- Słoneczna (7 marca 1957)
- Słonecznikowa (26 lutego 2002)
- Słowacka (17 grudnia 1982) – Jagerstraße, Łowiecka
- Słowicza (30 marca 1962)
- Słubicka (14 lutego 2006)
- Sobieskiego, Jana (1945) – Oberthorgasse, Oberthorstraße (od 12 sierpnia 1850)
- Sobkowiaka, Tomasza (8 kwietnia 2006)
- Sokola (21 czerwca 1966)
- Sopocka (23 kwietnia 2011)
- Sorbska (1945) – Ribbeckweg
- Sosnowa (30 marca 1962)
- Sowia (16 listopada 1966)
- Sowińskiego, gen. Józefa (18 czerwca 1948) – Totengasse, Grunstraße, Zielona. Wymieniona w 1686 roku.
- Spawaczy (16 kwietnia 1987)
- Spokojna (1946) – Bethesdweg. Betesda – nazwa szpitala
- Sportowa (28 grudnia 1958)
- Spółdzielcza (17 marca 1964)
- Srebrna (25 czerwca 2002)
- Srebrna Góra – Sielberg – (7.09.1981) – część Alei Konstytucji 3 Maja, na odcinku od skrzyżowania z ul. Sikorskiego do skrzyżowania z ulicą Moniuszki. Ulica nie istnieje.
- Staffa, Leopolda (28 czerwca 1960)
- Stajenna (30 marca 1995)
- Stary Kisielin-Akacjowa (31 marca 2015)[16]
- Stary Kisielin-Dojazdowa (31 marca 2015)[16]
- Stary Kisielin-Dworcowa (31 marca 2015)[16]
- Stary Kisielin-Grzybowa (31 marca 2015)[16]
- Stary Kisielin-Jesienna (31 marca 2015)[16]
- Stary Kisielin-Jeździecka (31 marca 2015)[16]
- Stary Kisielin-Lawendowa (31 marca 2015)[16]
- Stary Kisielin-Leśna (31 marca 2015)[16]
- Stary Kisielin-Liliowa (31 marca 2015)[16]
- Stary Kisielin-Liliowe Wzgórze (26 kwietnia 2022)
- Stary Kisielin-Logistyczna (25 października 2016)
- Stary Kisielin-Łąkowa (31 marca 2015)[16]
- Stary Kisielin-Makowa (31 marca 2015)[16]
- Stary Kisielin-Malinowa (31 marca 2015)[16]
- Stary Kisielin-Pionierów Lub. (31 marca 2015)[16]
- Stary Kisielin-Pocztowa (31 marca 2015)[16]
- Stary Kisielin-Polna (31 marca 2015)[16]
- Stary Kisielin-Porzeczkowa(31 marca 2015)[16]
- Stary Kisielin-Przedszkolna (31 marca 2015)[16]
- Stary Kisielin-Przemysłowa (31 marca 2015)[16]
- Stary Kisielin-Różana (31 marca 2015)[16]
- Stary Kisielin-Sadowa (31 marca 2015)[16]
- Stary Kisielin-Słoneczna (31 marca 2015)[16]
- Stary Kisielin-Szkolna (31 marca 2015)[16]
- Stary Kisielin-Św. Floriana (31 marca 2015)[16]
- Stary Kisielin-Urocza (31 marca 2015)[16]
- Stary Kisielin-Wiosenna (31 marca 2015)[16]
- Stary Kisielin-Wrzosowa (31 marca 2015)[16]
- Stary Kisielin-Zagajnikowa (31 marca 2015)[16]
- Stary Kisielin-Zakole (31 marca 2015)[16]
- Stary Kisielin-Zatorze (31 marca 2015)[16]
- Stary Kisielin-Zielona (31 marca 2015)[16]
- Stary Rynek (1 lutego 1991) – Ring, Stary Rynek, Plac Bohaterów Stalingradu. W XVIII wieku istniały w obrębie rynku – Rynek Lniany, Mączny i Zbożowy, a pod koniec XIX w zachodniej części od opteki „Pod Orłem” do kościoła Ewangelickiego zbożowy. Stary Rynek jest deptakiem. Ozdobą Rynku jest Ratusz
- Staszica, Stanisława (1945) – Heldenstraße
- Stokrotkowa (29 czerwca 1979)
- Stolarska (25 czerwca 2002)
- Storczykowa (29 czerwca 1979)
- Stożne (31 marca 2015)[16]
- Stroma (1945) – Hohe Straße
- Struga, Andrzeja (1945) – Schillerhöhe
- Strumykowa (1945) – Maugschtberg
- Strzelecka (1945) – Schützenstraße (12 sierpnia 1850). Od 1809 roku teren organizacji strzeleckiej. W XIX wieku miejsce handlu bydłem.
- Strzeleckiego, Pawła (25 czerwca 2002)
- Strzemienna (30 marca 1995)
- Studzianki (29 czerwca 1973)
- Studzienna
- Sucha (31 marca 2015)[16]
- Sucharskiego, Majora Henryka (19 marca 1973)
- Sulechowska (1945) – Zullichauer Chaussee (1833). Zullichau – niemiecka nazwa Sulechowa.
- Suwalska (11 października 2003)
- Szafirowa (1 lipca 1996)
- Szafrana, Profesora Zygmunta (1 stycznia 1993)
- Szantowa (2 maja 2008)
- Szarych Szeregów (29 czerwca 1973)
- Szkarłatna (25 czerwca 2002)
- Szlachecka (26 lutego 2002)
- Szmaragdowa (1 lipca 1996)
- Szczekocińska (28 września 1970)
- Szosa Kisielińska (1945) – Polnische Kesselstraße (1833). Polnische Kessel – niemiecka nazwa Starego Kisielina, znanego też jako Alt Kessel. Przed wojną w skład Szosy Kisielińskiej wchodziła też obecna ul. Podgórna.
- Szpakowa (30 marca 1962)
- Sztormowa (2 maja 2008)
- Szwajcarska (1945) – Tritt

### Ś
- Śniadeckiego, Jędrzeja (25 czerwca 2002)
- Średnia (1945) – Mittelgasse, Mittelstraße. Odnotowana w dokumentach miejskich w 1691 roku
- Świętych Cyryla i Metodego (1 lutego 1991) – Franciszka Zubrzyckiego
- Św. Jadwigi (1945) – An der Lunze
- Św. Kingi (1945) – Flurstraße, do 31.12.2007 Kingi
- Św. Trójcy (1945) – Am Dreifaltigkeitskirchhof. Od XIX wieku do 1945 r. był tu – przeniesiony z Placu Słowiańskiego – cmentarz św. Trójcy
- Świebodzińska (24 kwietnia 2018)
- Świerkowa (20 maja 1980)
- Świętojańska (1945) – Johannesstraße (1924?)

### T
- Tarpanowa (22 września 1966)
- Tatrzańska (1945) – Scharnnersiensstraße der Rodelbahn
- Technologów (16 kwietnia 1987)
- Tęczowa (25 czerwca 2002)
- Tkacka (1945) – Weberweg
- Topolowa (20 maja 1980) – obecnie nie istnieje
- Towarowa (1945) – Eisenbehnstraße
- Trasa Północna (14 października 1974)
- Traugutta, Romualda (1945) – Altes Gebirge
- Trójmiejska (2 maja 2014)
- Truskawkowa (1 lutego 1991 – Jakuba Szeli (30 marca 1962)
- Tulipanowa (20 września 1979)
- Turkusowa (1 lipca 1996)
- Tuwima, Juliana (28 czerwca 1960)
- Twardowskiego, Kaspra (1945) – Knappensteig, Knappengasse. Odnotowana w dokumentach miejskich w 1686 roku.
- Tylna (1945) – Hinterstraße. Odnotowana w dokumentach miejskich w 1686 roku.

### U
- Ugory – Rodeland (14.10.1974)
- Ułańska (1945) – Eberhard-Konig-Straße
- Unii Europejskiej (25 czerwca 2002)
- Urocza (5 sierpnia 2009)
- Urodzajna (15 stycznia 2016)
- Urszuli (1945) – Patzgall. 1830-winnica Patzgall
- Ustronna (1945) – Gefilde

### W
- Wacława (28 września 1970)
- Wandy (1945) – Krautgasse, Krautstraße (12 sierpnia 1850). Istnieje od XVIII wieku.
- Waniliowa (25 czerwca 2002)
- Waryńskiego, Ludwika (28 listopada 1957) – Heldenstraße
- Warzywna (30 marca 1962)
- Waszczyka, Jerzego (6 grudnia 2000)
- Wawrzyniaka, Księdza Piotra – Ulica jest deptakiem.
- Wazów (1945) – Rohrbuschweg
- Wąska (1945) – Hohlweg. 28 czerwca 1060 roku z dotychczasowej ulicy Wąskiej Wydzielono ulice Partyzantów i Skrajną
- Wesoła (28 listopada 1957)
- Węgierska (7 września 1981)
- Węglowa (7 marca 1957)
- Węgorzewska (od 11 października 2003 do 1 maja 2008) – obecnie nie istnieje
- Wiejska (1945) – Ackerstraße
- Wierzbowa (30 marca 1957)
- Wileńska (1 lutego 1991) – płk. Aleksandra Kowalskiego
- Winna (30 marca 1962)
- Winogradu – Park Winny (1946). W 1967 roku większą część ulicy włączono do ulicy Ludowej. Obecnie nie istnieje.
- Winogronowa – istniała w 1946 roku, zlikwidowana w wyniku przekształceń sieci ulic pomiędzy ulicą Batorego a Zastalem
- Wiśniowa (1945) – Maulbeer-, Marschfeld-, Maulbeerallee. W XVIII wieku pole tkacza o nazwisku Marsch
- Władysława IV (22 lutego 1966) – Feliksa Dzierżyńskiego (21 czerwca 1966)
- Wodna (1945) – Weinbergshang
- Wołodyjowskiego (28 września 1993)
- Wrocławska (1945) – Lawalder Weg, Lawalder Straße, Breslauer Straße (12 sierpnia 1850). Odnotowana w dokumentach miejskich z 1686-1690, szosa zbudowana w 1816 roku. Lawaldau – niemiecka nazwa Raculi. Breslau – niemiecka nazwa Wrocławia
- Wronia (30 marca 1962)
- Wróblewskiego, Zygmunta (25 czerwca 2002)
- Wrzosowa
- Wyczółkowskiego, Leona (21 marca 1984)
- Wypoczynek (1945) – Marschfeld Siedling, osiedle Wypoczynek. 13 stycznia 1969 dokonano zmiany nazwy z określenia „osiedle” na „ulica".
- Wyspiańskiego, Stanisława (1951) – Mathaeiweg, Gęsia
- Wyszyńskiego, Stefana (21 lutego 1990) – Gwardii Ludowej (13 stycznia 1969), Prymasa Wyszyńskiego (1990)
- Wyścigowa

### Z
- Zachodnia (22 lutego 1990) – Bolesława Bieruta (3 lutego 1979)
- Zacisze (1945) – An der Ruh. W wyniku przebudowy układu komunikacyjnego w latach 60. i 70. zlikwidowano fragment tej ulicy
- Zagłoby (1945) – Jennyerweg. W XVIII wieku była to droga do wsi Jany.
- Zakręt (28 grudnia 1958)
- Zamenhofa, Ludwika (30 stycznia 1958)
- Zamkowa (1945) – Die Burg, Burgstraße (12 sierpnia 1850). Odnotowana w dokumentach miejskich w 1696 roku.
- Zamoyskiego, Jana (6 grudnia 2002)
- Zarugiewicza, Grzegorza (6 sierpnia 1993)
- Zaściankowa (26 lutego 2002)
- Zatonie-Chabrowa (31 marca 2015)[16]
- Zatonie-Dębowa (31 marca 2015)[16]
- Zatonie-Księżnej Doroty (31 marca 2015)[16]
- Zatonie-Fiołkowa (31 marca 2015)[16]
- Zatonie-Irysowa (31 marca 2015)[16]
- Zatonie-Jęczmienna (31 marca 2015)[16]
- Zatonie-Jaśminowa (31 marca 2015)[16]
- Zatonie-Konwaliowa (31 marca 2015)[16]
- Zatonie-Kościelna (31 marca 2015)[16]
- Zatonie-Kukurydziana (30 sierpnia 2022)
- Zatonie-Kwiatowa (31 marca 2015)[16]
- Zatonie-Leśna (31 marca 2015)[16]
- Zatonie-Liliowa (31 marca 2015)[16]
- Zatonie-Lipowa (31 marca 2015)[16]
- Zatonie-Łubinowa (31 marca 2015)[16]
- Zatonie-Makowa (31 marca 2015)[16]
- Zatonie-Malownicza (30 stycznia 2018)
- Zatonie-Malwowa (27 sierpnia 2024)
- Zatonie-Młyńska(31 marca 2015)[16]
- Zatonie-Nagietkowa (31 marca 2015)[16]
- Zatonie-Orchidei (25 czerwca 2019)
- Zatonie-Parkowa (31 marca 2015)[16]
- Zatonie-Pszczela (31 marca 2015)[16]
- Zatonie-Pszenna (31 marca 2015)[16]
- Zatonie-Różana (31 marca 2015)[16]
- Zatonie-Sasankowa (31 marca 2015)[16]
- Zatonie-Słoneczna (31 marca 2015)[16]
- Zatonie-Słonecznikowa (31 marca 2015)[16]
- Zatonie-Stokrotkowa (31 marca 2015)[16]
- Zatonie-Strumykowa (31 marca 2015)[16]
- Zatonie-Świerkowa (31 marca 2015)[16]
- Zatonie-Świętojańska(31 marca 2015)[16]
- Zatonie-Zawilcowa (31 marca 2015)[16]
- Zatonie-Zielonogórska (31 marca 2015)[16]
- Zatonie-Zimna Woda (31 marca 2015)[16]
- Zawada-Agrestowa (31 marca 2015)[16]
- Zawada-Akacjowa (31 marca 2015)[16]
- Zawada-Brzozowa (31 marca 2015)[16]
- Zawada-Chmielna (31 marca 2015)[16]
- Zawada-Cmentarna (31 marca 2015)[16]
- Zawada-Kościelna (31 marca 2015)[16]
- Zawada-Kożuchowska (31 marca 2015)[16]
- Zawada-Kręta (31 marca 2015)[16]
- Zawada-Krótka (31 marca 2015)[16]
- Zawada-Kwiatowa (31 marca 2015)[16]
- Zawada-Leśna (31 marca 2015)[16]
- Zawada-Lipowa (31 marca 2015)[16]
- Zawada-Łąkowa (31 marca 2015)[16]
- Zawada-Morwowa (31 marca 2015)[16]
- Zawada-Motyla (28 maja 2019)
- Zawada-Nowa (31 marca 2015)[16]
- Zawada-Orzechowa (31 marca 2015)[16]
- Zawada-Osiedlowa (31 marca 2015)[16]
- Zawada-Papiernicza (31 marca 2015)[16]
- Zawada-Słoneczna (31 marca 2015)[16]
- Zawada-Sosnowa (31 marca 2015)[16]
- Zawada-Sportowa (31 marca 2015)[16]
- Zawada-Stolarska (31 marca 2015)[16]
- Zawada-Strażacka (31 marca 2015)[16]
- Zawada-Szkolna (31 marca 2015)[16]
- Zawada-Torfowa (31 marca 2015)[16]
- Zawada-Truskawkowa (31 marca 2015)[16]
- Zawada-Wiklinowa (24 kwietnia 2019)
- Zawada-Winna (31 marca 2015)[16]
- Zawada-Wiśniowa (31 marca 2015)[16]
- Zawada-Wrzosowa (31 marca 2015)[16]
- Zawada-Zielonogórska (31 marca 2015)[16]
- Zawadzkiego, Tadeusza „Zośki” (1 lutego 1991) – Aleksandra Zawadzkiego (12 stycznia 1969)
- Zawilcowa (26 lutego 2002)
- Zawiszy Czarnego (30 marca 1962)
- Zbożowa (30 marca 1962)
- Zdrojowa (14 grudnia 1985)
- Zeusa (28 maja 2002)
- Zielna (15 stycznia 2016)
- Zielona (18 czerwca 1948) – Am Schneiderberg, Sowińskiego. Część ulicy prowadząca do ulicy Wrocławskiej została zlikwidowana w wyniku rozbudowy „Polskiej Wełny”.
- Zielonogórska (1945) – An der Grünbergshöhe, Zielona Góra (1945–1946)
- Zielony Las (2 września 1986). Nazwa drogi łączącej osiedle Braniborskie z Raculką, zatwierdzona jako nazwa ulicy.
- Zimna (11 września 1967)
- Zjednoczenia (30 czerwca 1978)
- Złota (25 czerwca 2002)
- Złotej Rybki (7 października 1996)
- Zyty (1945) – Grüner Weg. Na planie z 1808 roku Saborsche Straße. Sabor – niemiecka nazwa Zaboru

### Ź
- Źródlana (1945) – Gesundbrunnen

### Ż
- Żabia (28 września 1970)

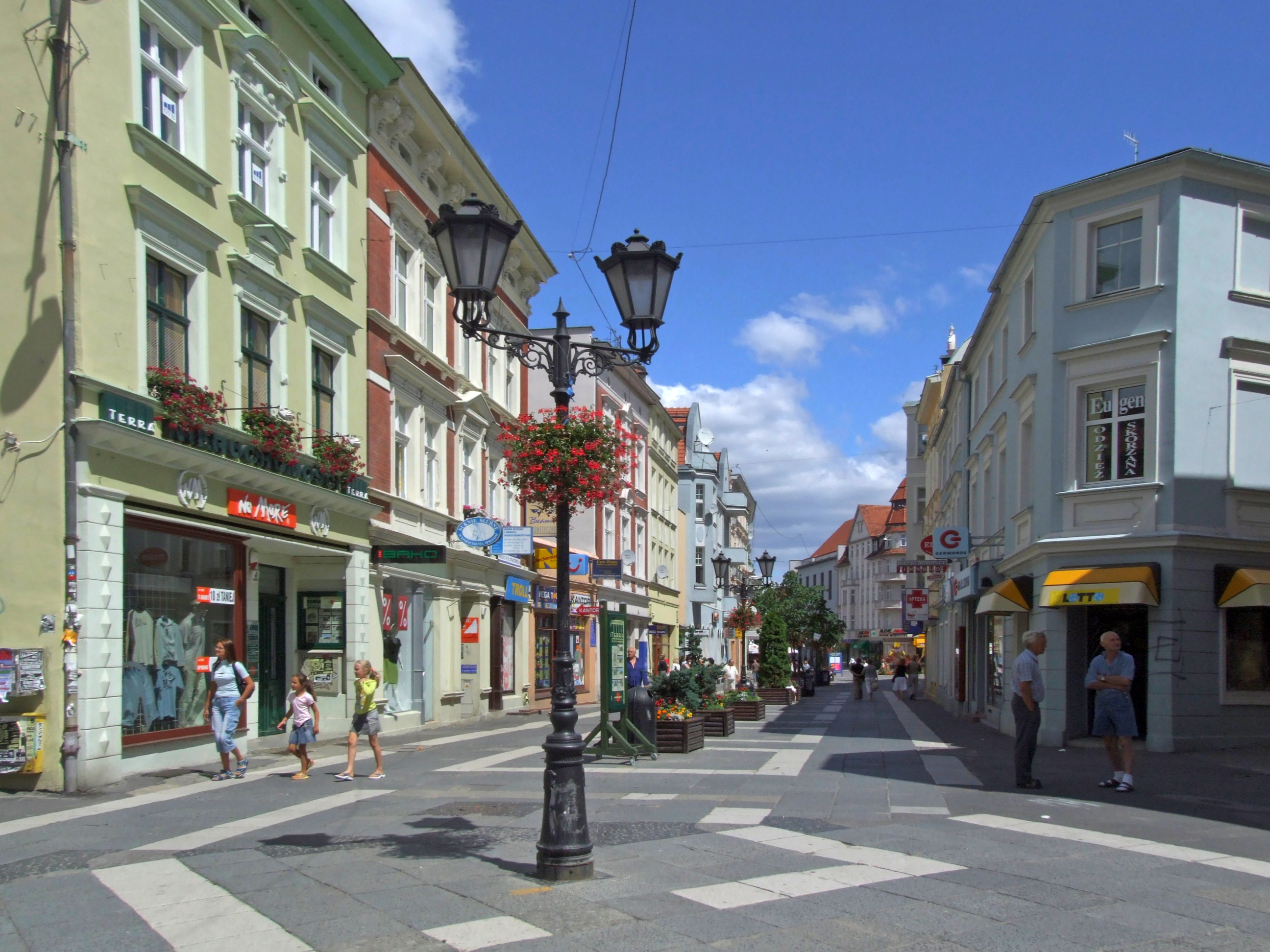
ulica Stefana Żeromskiego

- Żeglarska (od 3 listopada 2003 do 1 maja 2008)
- Żeromskiego, Stefana (1945) – Niederthorgasse, Niederthorstraße (12 sierpnia 1850). Ulica jest deptakiem.
- Żołnierzy 2 Armii (27 marca 2018) – Ofiar Komunizmu (13 grudnia 2017) – II Armii (29 czerwca 1973)
- Żółkiewskiego, Osiedle – (7 marca 1957) – w wyniku przekształcenia sieci dróg ustanowiono nowe ulice
- Żółta (25 czerwca 2002)
- Żurawia (1945)
- Żurawinowa (1 kwietnia 2006)
- Żytnia (30 marca 1962)